# Lista de asteroides (104001-105000)
Esta é uma lista parcial de asteroides, do asteroide número 104001 até o 105000, inclusive. Veja também o índice com todas as listas disponíveis.

| Objeto Próximos à Terra | Cinturão de asteroides (interno) | Cinturão de asteroides (externo) | Centauro       |
| Cruzador de Marte       | Cinturão de asteroides (meio)    | Troianos de Júpiter              | Transnetuniano |

Veja mais dados de cada asteroide na ligação externa para o Minor Planet Center na última coluna.
Índice: 104001... 104101... 104201... 104301... 104401... 104501... 104601... 104701... 104801... 104901... 

## 104001–104100
| Designação     | Designação | Descoberta  | Descoberta  | Descobridor(es) | Categoria | Mais informações / Referência |
| Permanente     | Provisória | Data        | Local       | Descobridor(es) | Categoria | Mais informações / Referência |
| -------------- | ---------- | ----------- | ----------- | --------------- | --------- | ----------------------------- |
| 104001         | 2000 DO99  | 29 fev 2000 | Socorro     | LINEAR          | —         | MPC                           |
| 104002         | 2000 DX99  | 29 fev 2000 | Socorro     | LINEAR          | —         | MPC                           |
| 104003         | 2000 DD100 | 29 fev 2000 | Socorro     | LINEAR          | —         | MPC                           |
| 104004         | 2000 DU100 | 29 fev 2000 | Socorro     | LINEAR          | —         | MPC                           |
| 104005         | 2000 DS101 | 29 fev 2000 | Socorro     | LINEAR          | —         | MPC                           |
| 104006         | 2000 DG102 | 29 fev 2000 | Socorro     | LINEAR          | —         | MPC                           |
| 104007         | 2000 DT102 | 29 fev 2000 | Socorro     | LINEAR          | —         | MPC                           |
| 104008         | 2000 DY102 | 29 fev 2000 | Socorro     | LINEAR          | —         | MPC                           |
| 104009         | 2000 DD103 | 29 fev 2000 | Socorro     | LINEAR          | —         | MPC                           |
| 104010         | 2000 DH105 | 29 fev 2000 | Socorro     | LINEAR          | —         | MPC                           |
| 104011         | 2000 DQ105 | 29 fev 2000 | Socorro     | LINEAR          | —         | MPC                           |
| 104012         | 2000 DV106 | 29 fev 2000 | Socorro     | LINEAR          | —         | MPC                           |
| 104013         | 2000 DL107 | 29 fev 2000 | Socorro     | LINEAR          | —         | MPC                           |
| 104014         | 2000 DR107 | 28 fev 2000 | Socorro     | LINEAR          | —         | MPC                           |
| 104015         | 2000 DF108 | 28 fev 2000 | Socorro     | LINEAR          | —         | MPC                           |
| 104016         | 2000 DH108 | 29 fev 2000 | Socorro     | LINEAR          | —         | MPC                           |
| 104017         | 2000 DO108 | 29 fev 2000 | Socorro     | LINEAR          | —         | MPC                           |
| 104018         | 2000 DF109 | 29 fev 2000 | Socorro     | LINEAR          | Mitidika  | MPC                           |
| 104019         | 2000 DT109 | 29 fev 2000 | Socorro     | LINEAR          | —         | MPC                           |
| 104020         | 2000 DL110 | 26 fev 2000 | Uccle       | T. Pauwels      | —         | MPC                           |
| 104021         | 2000 DW110 | 25 fev 2000 | Socorro     | LINEAR          | Flora     | MPC                           |
| 104022         | 2000 DJ111 | 29 fev 2000 | Socorro     | LINEAR          | —         | MPC                           |
| 104023         | 2000 DZ111 | 29 fev 2000 | Socorro     | LINEAR          | —         | MPC                           |
| 104024         | 2000 DA112 | 29 fev 2000 | Socorro     | LINEAR          | —         | MPC                           |
| 104025         | 2000 DF112 | 29 fev 2000 | Socorro     | LINEAR          | —         | MPC                           |
| 104026         | 2000 DY112 | 25 fev 2000 | Kitt Peak   | Spacewatch      | —         | MPC                           |
| 104027         | 2000 DA113 | 25 fev 2000 | Kitt Peak   | Spacewatch      | —         | MPC                           |
| 104028         | 2000 DT113 | 27 fev 2000 | Kitt Peak   | Spacewatch      | —         | MPC                           |
| 104029         | 2000 DG115 | 27 fev 2000 | Kitt Peak   | Spacewatch      | —         | MPC                           |
| 104030         | 2000 DK116 | 25 fev 2000 | Catalina    | CSS             | —         | MPC                           |
| 104031         | 2000 EA    | 1 mar 2000  | Oaxaca      | J. M. Roe       | —         | MPC                           |
| 104032         | 2000 ED1   | 3 mar 2000  | Socorro     | LINEAR          | —         | MPC                           |
| 104033         | 2000 EJ1   | 3 mar 2000  | Socorro     | LINEAR          | —         | MPC                           |
| 104034         | 2000 EK1   | 3 mar 2000  | Socorro     | LINEAR          | —         | MPC                           |
| 104035         | 2000 ER1   | 3 mar 2000  | Socorro     | LINEAR          | —         | MPC                           |
| 104036         | 2000 EJ4   | 2 mar 2000  | Kitt Peak   | Spacewatch      | —         | MPC                           |
| 104037         | 2000 EK4   | 2 mar 2000  | Kitt Peak   | Spacewatch      | —         | MPC                           |
| 104038         | 2000 EP4   | 2 mar 2000  | Kitt Peak   | Spacewatch      | —         | MPC                           |
| 104039         | 2000 EY5   | 2 mar 2000  | Kitt Peak   | Spacewatch      | —         | MPC                           |
| 104040         | 2000 EK6   | 2 mar 2000  | Kitt Peak   | Spacewatch      | —         | MPC                           |
| 104041         | 2000 EE8   | 3 mar 2000  | Socorro     | LINEAR          | —         | MPC                           |
| 104042         | 2000 EJ10  | 3 mar 2000  | Socorro     | LINEAR          | —         | MPC                           |
| 104043         | 2000 EU10  | 4 mar 2000  | Socorro     | LINEAR          | —         | MPC                           |
| 104044         | 2000 EA11  | 4 mar 2000  | Socorro     | LINEAR          | —         | MPC                           |
| 104045         | 2000 EC11  | 4 mar 2000  | Socorro     | LINEAR          | —         | MPC                           |
| 104046         | 2000 EW11  | 4 mar 2000  | Socorro     | LINEAR          | —         | MPC                           |
| 104047         | 2000 EM12  | 4 mar 2000  | Socorro     | LINEAR          | —         | MPC                           |
| 104048         | 2000 EL13  | 5 mar 2000  | Socorro     | LINEAR          | —         | MPC                           |
| 104049         | 2000 EP13  | 5 mar 2000  | Socorro     | LINEAR          | —         | MPC                           |
| 104050         | 2000 ET13  | 5 mar 2000  | Socorro     | LINEAR          | —         | MPC                           |
| 104051         | 2000 ET14  | 3 mar 2000  | Socorro     | LINEAR          | —         | MPC                           |
| 104052 Zachery | 2000 EE15  | 6 mar 2000  | Lake Tekapo | N. Brady        | —         | MPC                           |
| 104053         | 2000 EE16  | 3 mar 2000  | Kitt Peak   | Spacewatch      | —         | MPC                           |
| 104054         | 2000 ET16  | 3 mar 2000  | Socorro     | LINEAR          | —         | MPC                           |
| 104055         | 2000 EQ17  | 4 mar 2000  | Socorro     | LINEAR          | —         | MPC                           |
| 104056         | 2000 ES17  | 4 mar 2000  | Socorro     | LINEAR          | —         | MPC                           |
| 104057         | 2000 EU17  | 4 mar 2000  | Socorro     | LINEAR          | Phocaea   | MPC                           |
| 104058         | 2000 EV17  | 4 mar 2000  | Socorro     | LINEAR          | —         | MPC                           |
| 104059         | 2000 EZ17  | 4 mar 2000  | Socorro     | LINEAR          | Phocaea   | MPC                           |
| 104060         | 2000 EM18  | 5 mar 2000  | Socorro     | LINEAR          | —         | MPC                           |
| 104061         | 2000 EP18  | 5 mar 2000  | Socorro     | LINEAR          | —         | MPC                           |
| 104062         | 2000 EU18  | 5 mar 2000  | Socorro     | LINEAR          | —         | MPC                           |
| 104063         | 2000 EX18  | 5 mar 2000  | Socorro     | LINEAR          | —         | MPC                           |
| 104064         | 2000 EF19  | 5 mar 2000  | Socorro     | LINEAR          | —         | MPC                           |
| 104065         | 2000 EJ19  | 5 mar 2000  | Socorro     | LINEAR          | Ursula    | MPC                           |
| 104066         | 2000 EN20  | 3 mar 2000  | Catalina    | CSS             | —         | MPC                           |
| 104067         | 2000 EY20  | 3 mar 2000  | Catalina    | CSS             | —         | MPC                           |
| 104068         | 2000 EJ22  | 3 mar 2000  | Kitt Peak   | Spacewatch      | —         | MPC                           |
| 104069         | 2000 EU22  | 3 mar 2000  | Kitt Peak   | Spacewatch      | —         | MPC                           |
| 104070         | 2000 EM23  | 8 mar 2000  | Kitt Peak   | Spacewatch      | —         | MPC                           |
| 104071         | 2000 ET23  | 8 mar 2000  | Kitt Peak   | Spacewatch      | —         | MPC                           |
| 104072         | 2000 EU23  | 8 mar 2000  | Kitt Peak   | Spacewatch      | —         | MPC                           |
| 104073         | 2000 EZ24  | 8 mar 2000  | Kitt Peak   | Spacewatch      | —         | MPC                           |
| 104074         | 2000 ES25  | 8 mar 2000  | Kitt Peak   | Spacewatch      | —         | MPC                           |
| 104075         | 2000 EE27  | 3 mar 2000  | Socorro     | LINEAR          | —         | MPC                           |
| 104076         | 2000 EB28  | 4 mar 2000  | Socorro     | LINEAR          | —         | MPC                           |
| 104077         | 2000 EF28  | 4 mar 2000  | Socorro     | LINEAR          | —         | MPC                           |
| 104078         | 2000 EK29  | 5 mar 2000  | Socorro     | LINEAR          | —         | MPC                           |
| 104079         | 2000 EC30  | 5 mar 2000  | Socorro     | LINEAR          | —         | MPC                           |
| 104080         | 2000 EE30  | 5 mar 2000  | Socorro     | LINEAR          | —         | MPC                           |
| 104081         | 2000 EH30  | 5 mar 2000  | Socorro     | LINEAR          | —         | MPC                           |
| 104082         | 2000 EQ30  | 5 mar 2000  | Socorro     | LINEAR          | —         | MPC                           |
| 104083         | 2000 EU30  | 5 mar 2000  | Socorro     | LINEAR          | Brangane  | MPC                           |
| 104084         | 2000 EA32  | 5 mar 2000  | Socorro     | LINEAR          | —         | MPC                           |
| 104085         | 2000 EF32  | 5 mar 2000  | Socorro     | LINEAR          | —         | MPC                           |
| 104086         | 2000 EM32  | 5 mar 2000  | Socorro     | LINEAR          | Brangane  | MPC                           |
| 104087         | 2000 EV32  | 5 mar 2000  | Socorro     | LINEAR          | —         | MPC                           |
| 104088         | 2000 EZ32  | 5 mar 2000  | Socorro     | LINEAR          | —         | MPC                           |
| 104089         | 2000 EJ33  | 5 mar 2000  | Socorro     | LINEAR          | —         | MPC                           |
| 104090         | 2000 ET33  | 5 mar 2000  | Socorro     | LINEAR          | —         | MPC                           |
| 104091         | 2000 EA34  | 5 mar 2000  | Socorro     | LINEAR          | —         | MPC                           |
| 104092         | 2000 EN34  | 5 mar 2000  | Socorro     | LINEAR          | —         | MPC                           |
| 104093         | 2000 EO34  | 5 mar 2000  | Socorro     | LINEAR          | —         | MPC                           |
| 104094         | 2000 EX34  | 6 mar 2000  | Socorro     | LINEAR          | —         | MPC                           |
| 104095         | 2000 EB35  | 6 mar 2000  | Socorro     | LINEAR          | —         | MPC                           |
| 104096         | 2000 EN35  | 8 mar 2000  | Socorro     | LINEAR          | —         | MPC                           |
| 104097         | 2000 EH36  | 5 mar 2000  | Socorro     | LINEAR          | —         | MPC                           |
| 104098         | 2000 EQ37  | 8 mar 2000  | Socorro     | LINEAR          | —         | MPC                           |
| 104099         | 2000 EW37  | 8 mar 2000  | Socorro     | LINEAR          | —         | MPC                           |
| 104100         | 2000 ER39  | 8 mar 2000  | Socorro     | LINEAR          | —         | MPC                           |

## 104101–104200
| Designação | Designação | Descoberta  | Descoberta    | Descobridor(es) | Categoria | Mais informações / Referência |
| Permanente | Provisória | Data        | Local         | Descobridor(es) | Categoria | Mais informações / Referência |
| ---------- | ---------- | ----------- | ------------- | --------------- | --------- | ----------------------------- |
| 104101     | 2000 EK42  | 8 mar 2000  | Socorro       | LINEAR          | —         | MPC                           |
| 104102     | 2000 EB43  | 8 mar 2000  | Socorro       | LINEAR          | Juno      | MPC                           |
| 104103     | 2000 EW43  | 8 mar 2000  | Socorro       | LINEAR          | —         | MPC                           |
| 104104     | 2000 EB44  | 8 mar 2000  | Socorro       | LINEAR          | —         | MPC                           |
| 104105     | 2000 EQ44  | 9 mar 2000  | Socorro       | LINEAR          | —         | MPC                           |
| 104106     | 2000 ES44  | 9 mar 2000  | Socorro       | LINEAR          | —         | MPC                           |
| 104107     | 2000 EB45  | 9 mar 2000  | Socorro       | LINEAR          | —         | MPC                           |
| 104108     | 2000 EH45  | 9 mar 2000  | Socorro       | LINEAR          | —         | MPC                           |
| 104109     | 2000 EN46  | 9 mar 2000  | Socorro       | LINEAR          | —         | MPC                           |
| 104110     | 2000 EA47  | 9 mar 2000  | Socorro       | LINEAR          | —         | MPC                           |
| 104111     | 2000 EE47  | 9 mar 2000  | Socorro       | LINEAR          | —         | MPC                           |
| 104112     | 2000 EO47  | 9 mar 2000  | Socorro       | LINEAR          | —         | MPC                           |
| 104113     | 2000 EJ49  | 9 mar 2000  | Socorro       | LINEAR          | —         | MPC                           |
| 104114     | 2000 EO50  | 10 mar 2000 | Prescott      | P. G. Comba     | —         | MPC                           |
| 104115     | 2000 EX51  | 3 mar 2000  | Kitt Peak     | Spacewatch      | —         | MPC                           |
| 104116     | 2000 EF52  | 3 mar 2000  | Kitt Peak     | Spacewatch      | —         | MPC                           |
| 104117     | 2000 EZ52  | 3 mar 2000  | Kitt Peak     | Spacewatch      | —         | MPC                           |
| 104118     | 2000 EU53  | 9 mar 2000  | Kitt Peak     | Spacewatch      | —         | MPC                           |
| 104119     | 2000 EF54  | 9 mar 2000  | Kitt Peak     | Spacewatch      | —         | MPC                           |
| 104120     | 2000 EL55  | 10 mar 2000 | Kitt Peak     | Spacewatch      | —         | MPC                           |
| 104121     | 2000 ET55  | 5 mar 2000  | Socorro       | LINEAR          | —         | MPC                           |
| 104122     | 2000 EG56  | 8 mar 2000  | Socorro       | LINEAR          | —         | MPC                           |
| 104123     | 2000 EY56  | 8 mar 2000  | Socorro       | LINEAR          | —         | MPC                           |
| 104124     | 2000 EU57  | 8 mar 2000  | Socorro       | LINEAR          | —         | MPC                           |
| 104125     | 2000 EC58  | 8 mar 2000  | Socorro       | LINEAR          | —         | MPC                           |
| 104126     | 2000 ET58  | 8 mar 2000  | Socorro       | LINEAR          | —         | MPC                           |
| 104127     | 2000 EG59  | 9 mar 2000  | Socorro       | LINEAR          | —         | MPC                           |
| 104128     | 2000 EK59  | 9 mar 2000  | Socorro       | LINEAR          | Brangane  | MPC                           |
| 104129     | 2000 EB60  | 10 mar 2000 | Socorro       | LINEAR          | —         | MPC                           |
| 104130     | 2000 EZ60  | 10 mar 2000 | Socorro       | LINEAR          | Brangane  | MPC                           |
| 104131     | 2000 EE61  | 10 mar 2000 | Socorro       | LINEAR          | —         | MPC                           |
| 104132     | 2000 EO61  | 10 mar 2000 | Socorro       | LINEAR          | —         | MPC                           |
| 104133     | 2000 EX62  | 10 mar 2000 | Socorro       | LINEAR          | —         | MPC                           |
| 104134     | 2000 EB63  | 10 mar 2000 | Socorro       | LINEAR          | —         | MPC                           |
| 104135     | 2000 EG63  | 10 mar 2000 | Socorro       | LINEAR          | —         | MPC                           |
| 104136     | 2000 EH63  | 10 mar 2000 | Socorro       | LINEAR          | —         | MPC                           |
| 104137     | 2000 EE64  | 10 mar 2000 | Socorro       | LINEAR          | —         | MPC                           |
| 104138     | 2000 EQ64  | 10 mar 2000 | Socorro       | LINEAR          | —         | MPC                           |
| 104139     | 2000 EA65  | 10 mar 2000 | Socorro       | LINEAR          | —         | MPC                           |
| 104140     | 2000 EB65  | 10 mar 2000 | Socorro       | LINEAR          | —         | MPC                           |
| 104141     | 2000 EE65  | 10 mar 2000 | Socorro       | LINEAR          | —         | MPC                           |
| 104142     | 2000 EN65  | 10 mar 2000 | Socorro       | LINEAR          | —         | MPC                           |
| 104143     | 2000 EU65  | 10 mar 2000 | Socorro       | LINEAR          | —         | MPC                           |
| 104144     | 2000 EP66  | 10 mar 2000 | Socorro       | LINEAR          | —         | MPC                           |
| 104145     | 2000 EW66  | 10 mar 2000 | Socorro       | LINEAR          | —         | MPC                           |
| 104146     | 2000 EE67  | 10 mar 2000 | Socorro       | LINEAR          | —         | MPC                           |
| 104147     | 2000 EH67  | 10 mar 2000 | Socorro       | LINEAR          | —         | MPC                           |
| 104148     | 2000 EJ67  | 10 mar 2000 | Socorro       | LINEAR          | —         | MPC                           |
| 104149     | 2000 ET67  | 10 mar 2000 | Socorro       | LINEAR          | —         | MPC                           |
| 104150     | 2000 EE68  | 10 mar 2000 | Socorro       | LINEAR          | —         | MPC                           |
| 104151     | 2000 EK68  | 10 mar 2000 | Socorro       | LINEAR          | —         | MPC                           |
| 104152     | 2000 EU68  | 10 mar 2000 | Socorro       | LINEAR          | —         | MPC                           |
| 104153     | 2000 EC69  | 10 mar 2000 | Socorro       | LINEAR          | —         | MPC                           |
| 104154     | 2000 EP69  | 10 mar 2000 | Socorro       | LINEAR          | —         | MPC                           |
| 104155     | 2000 ER69  | 10 mar 2000 | Socorro       | LINEAR          | —         | MPC                           |
| 104156     | 2000 ET69  | 10 mar 2000 | Socorro       | LINEAR          | —         | MPC                           |
| 104157     | 2000 EW69  | 10 mar 2000 | Socorro       | LINEAR          | —         | MPC                           |
| 104158     | 2000 EF70  | 10 mar 2000 | Socorro       | LINEAR          | —         | MPC                           |
| 104159     | 2000 ED73  | 10 mar 2000 | Kitt Peak     | Spacewatch      | Mitidika  | MPC                           |
| 104160     | 2000 EF74  | 10 mar 2000 | Kitt Peak     | Spacewatch      | —         | MPC                           |
| 104161     | 2000 EQ75  | 5 mar 2000  | Socorro       | LINEAR          | —         | MPC                           |
| 104162     | 2000 EB76  | 5 mar 2000  | Socorro       | LINEAR          | —         | MPC                           |
| 104163     | 2000 EL76  | 5 mar 2000  | Socorro       | LINEAR          | —         | MPC                           |
| 104164     | 2000 EP77  | 5 mar 2000  | Socorro       | LINEAR          | —         | MPC                           |
| 104165     | 2000 EY77  | 5 mar 2000  | Socorro       | LINEAR          | —         | MPC                           |
| 104166     | 2000 EL78  | 5 mar 2000  | Socorro       | LINEAR          | —         | MPC                           |
| 104167     | 2000 EL79  | 5 mar 2000  | Socorro       | LINEAR          | —         | MPC                           |
| 104168     | 2000 EU79  | 5 mar 2000  | Socorro       | LINEAR          | —         | MPC                           |
| 104169     | 2000 EB80  | 5 mar 2000  | Socorro       | LINEAR          | Ursula    | MPC                           |
| 104170     | 2000 EB81  | 5 mar 2000  | Socorro       | LINEAR          | —         | MPC                           |
| 104171     | 2000 EK81  | 5 mar 2000  | Socorro       | LINEAR          | —         | MPC                           |
| 104172     | 2000 EE82  | 5 mar 2000  | Socorro       | LINEAR          | —         | MPC                           |
| 104173     | 2000 EE83  | 5 mar 2000  | Socorro       | LINEAR          | —         | MPC                           |
| 104174     | 2000 EY83  | 5 mar 2000  | Socorro       | LINEAR          | —         | MPC                           |
| 104175     | 2000 EJ84  | 6 mar 2000  | Socorro       | LINEAR          | —         | MPC                           |
| 104176     | 2000 EX85  | 8 mar 2000  | Socorro       | LINEAR          | —         | MPC                           |
| 104177     | 2000 EO87  | 8 mar 2000  | Socorro       | LINEAR          | —         | MPC                           |
| 104178     | 2000 EC90  | 9 mar 2000  | Socorro       | LINEAR          | —         | MPC                           |
| 104179     | 2000 EZ90  | 9 mar 2000  | Socorro       | LINEAR          | —         | MPC                           |
| 104180     | 2000 EM91  | 9 mar 2000  | Socorro       | LINEAR          | —         | MPC                           |
| 104181     | 2000 EA96  | 11 mar 2000 | Socorro       | LINEAR          | —         | MPC                           |
| 104182     | 2000 EB96  | 11 mar 2000 | Socorro       | LINEAR          | —         | MPC                           |
| 104183     | 2000 EH96  | 11 mar 2000 | Socorro       | LINEAR          | Mitidika  | MPC                           |
| 104184     | 2000 EK96  | 11 mar 2000 | Socorro       | LINEAR          | —         | MPC                           |
| 104185     | 2000 EG98  | 9 mar 2000  | Kitt Peak     | Spacewatch      | —         | MPC                           |
| 104186     | 2000 EH98  | 9 mar 2000  | Kitt Peak     | Spacewatch      | —         | MPC                           |
| 104187     | 2000 EJ98  | 9 mar 2000  | Kitt Peak     | Spacewatch      | —         | MPC                           |
| 104188     | 2000 EW99  | 12 mar 2000 | Kitt Peak     | Spacewatch      | —         | MPC                           |
| 104189     | 2000 EQ100 | 12 mar 2000 | Kitt Peak     | Spacewatch      | —         | MPC                           |
| 104190     | 2000 EL101 | 12 mar 2000 | Kitt Peak     | Spacewatch      | —         | MPC                           |
| 104191     | 2000 EN101 | 12 mar 2000 | Kitt Peak     | Spacewatch      | —         | MPC                           |
| 104192     | 2000 EE102 | 14 mar 2000 | Kitt Peak     | Spacewatch      | —         | MPC                           |
| 104193     | 2000 EO102 | 14 mar 2000 | Kitt Peak     | Spacewatch      | —         | MPC                           |
| 104194     | 2000 EE103 | 11 mar 2000 | Socorro       | LINEAR          | —         | MPC                           |
| 104195     | 2000 EN103 | 12 mar 2000 | Socorro       | LINEAR          | —         | MPC                           |
| 104196     | 2000 EL105 | 11 mar 2000 | Anderson Mesa | LONEOS          | —         | MPC                           |
| 104197     | 2000 ET105 | 11 mar 2000 | Anderson Mesa | LONEOS          | —         | MPC                           |
| 104198     | 2000 ED106 | 11 mar 2000 | Anderson Mesa | LONEOS          | —         | MPC                           |
| 104199     | 2000 EO107 | 8 mar 2000  | Socorro       | LINEAR          | Eos       | MPC                           |
| 104200     | 2000 EL108 | 8 mar 2000  | Socorro       | LINEAR          | —         | MPC                           |

## 104201–104300
| Designação      | Designação | Descoberta  | Descoberta    | Descobridor(es) | Categoria | Mais informações / Referência |
| Permanente      | Provisória | Data        | Local         | Descobridor(es) | Categoria | Mais informações / Referência |
| --------------- | ---------- | ----------- | ------------- | --------------- | --------- | ----------------------------- |
| 104201          | 2000 EN108 | 8 mar 2000  | Haleakalā     | NEAT            | —         | MPC                           |
| 104202          | 2000 ES108 | 8 mar 2000  | Socorro       | LINEAR          | —         | MPC                           |
| 104203          | 2000 EY109 | 8 mar 2000  | Haleakalā     | NEAT            | —         | MPC                           |
| 104204          | 2000 EA111 | 8 mar 2000  | Haleakala     | NEAT            | —         | MPC                           |
| 104205          | 2000 EE112 | 9 mar 2000  | Socorro       | LINEAR          | —         | MPC                           |
| 104206          | 2000 EO112 | 9 mar 2000  | Socorro       | LINEAR          | —         | MPC                           |
| 104207          | 2000 ED113 | 9 mar 2000  | Socorro       | LINEAR          | —         | MPC                           |
| 104208          | 2000 EQ113 | 9 mar 2000  | Kitt Peak     | Spacewatch      | —         | MPC                           |
| 104209          | 2000 EN115 | 10 mar 2000 | Kitt Peak     | Spacewatch      | —         | MPC                           |
| 104210 Leeupton | 2000 ES116 | 10 mar 2000 | Socorro       | LINEAR          | —         | MPC                           |
| 104211          | 2000 EW116 | 10 mar 2000 | Socorro       | LINEAR          | —         | MPC                           |
| 104212          | 2000 ER117 | 11 mar 2000 | Anderson Mesa | LONEOS          | —         | MPC                           |
| 104213          | 2000 EE118 | 11 mar 2000 | Anderson Mesa | LONEOS          | —         | MPC                           |
| 104214          | 2000 EJ118 | 11 mar 2000 | Anderson Mesa | LONEOS          | —         | MPC                           |
| 104215          | 2000 ES118 | 11 mar 2000 | Anderson Mesa | LONEOS          | —         | MPC                           |
| 104216          | 2000 EF119 | 11 mar 2000 | Anderson Mesa | LONEOS          | —         | MPC                           |
| 104217          | 2000 EM119 | 11 mar 2000 | Anderson Mesa | LONEOS          | —         | MPC                           |
| 104218          | 2000 EU119 | 11 mar 2000 | Anderson Mesa | LONEOS          | —         | MPC                           |
| 104219          | 2000 EO120 | 11 mar 2000 | Anderson Mesa | LONEOS          | —         | MPC                           |
| 104220          | 2000 EP120 | 11 mar 2000 | Anderson Mesa | LONEOS          | —         | MPC                           |
| 104221          | 2000 EU120 | 11 mar 2000 | Anderson Mesa | LONEOS          | Brangane  | MPC                           |
| 104222          | 2000 EH121 | 11 mar 2000 | Anderson Mesa | LONEOS          | —         | MPC                           |
| 104223          | 2000 EP121 | 11 mar 2000 | Anderson Mesa | LONEOS          | —         | MPC                           |
| 104224          | 2000 EC122 | 11 mar 2000 | Anderson Mesa | LONEOS          | —         | MPC                           |
| 104225          | 2000 EE123 | 11 mar 2000 | Socorro       | LINEAR          | —         | MPC                           |
| 104226          | 2000 EN123 | 11 mar 2000 | Anderson Mesa | LONEOS          | —         | MPC                           |
| 104227          | 2000 EH125 | 11 mar 2000 | Anderson Mesa | LONEOS          | —         | MPC                           |
| 104228          | 2000 EG127 | 11 mar 2000 | Anderson Mesa | LONEOS          | —         | MPC                           |
| 104229          | 2000 ER128 | 11 mar 2000 | Anderson Mesa | LONEOS          | —         | MPC                           |
| 104230          | 2000 EZ128 | 11 mar 2000 | Anderson Mesa | LONEOS          | —         | MPC                           |
| 104231          | 2000 EE129 | 11 mar 2000 | Anderson Mesa | LONEOS          | —         | MPC                           |
| 104232          | 2000 ET129 | 11 mar 2000 | Anderson Mesa | LONEOS          | —         | MPC                           |
| 104233          | 2000 EV129 | 11 mar 2000 | Anderson Mesa | LONEOS          | —         | MPC                           |
| 104234          | 2000 EL130 | 11 mar 2000 | Anderson Mesa | LONEOS          | Mitidika  | MPC                           |
| 104235          | 2000 EL131 | 11 mar 2000 | Socorro       | LINEAR          | —         | MPC                           |
| 104236          | 2000 EG132 | 11 mar 2000 | Socorro       | LINEAR          | —         | MPC                           |
| 104237          | 2000 EU132 | 11 mar 2000 | Socorro       | LINEAR          | —         | MPC                           |
| 104238          | 2000 EB133 | 11 mar 2000 | Socorro       | LINEAR          | —         | MPC                           |
| 104239          | 2000 EG133 | 11 mar 2000 | Socorro       | LINEAR          | —         | MPC                           |
| 104240          | 2000 ET133 | 11 mar 2000 | Anderson Mesa | LONEOS          | Brangane  | MPC                           |
| 104241          | 2000 EB134 | 11 mar 2000 | Anderson Mesa | LONEOS          | —         | MPC                           |
| 104242          | 2000 EL134 | 11 mar 2000 | Anderson Mesa | LONEOS          | —         | MPC                           |
| 104243          | 2000 ES134 | 11 mar 2000 | Anderson Mesa | LONEOS          | —         | MPC                           |
| 104244          | 2000 EX134 | 11 mar 2000 | Anderson Mesa | LONEOS          | —         | MPC                           |
| 104245          | 2000 ED135 | 11 mar 2000 | Anderson Mesa | LONEOS          | —         | MPC                           |
| 104246          | 2000 EM135 | 11 mar 2000 | Anderson Mesa | LONEOS          | —         | MPC                           |
| 104247          | 2000 EH136 | 11 mar 2000 | Socorro       | LINEAR          | Brangane  | MPC                           |
| 104248          | 2000 EJ136 | 11 mar 2000 | Socorro       | LINEAR          | —         | MPC                           |
| 104249          | 2000 EQ136 | 12 mar 2000 | Socorro       | LINEAR          | —         | MPC                           |
| 104250          | 2000 ET136 | 12 mar 2000 | Socorro       | LINEAR          | —         | MPC                           |
| 104251          | 2000 EJ137 | 7 mar 2000  | Socorro       | LINEAR          | —         | MPC                           |
| 104252          | 2000 EJ138 | 11 mar 2000 | Socorro       | LINEAR          | —         | MPC                           |
| 104253          | 2000 EK138 | 11 mar 2000 | Socorro       | LINEAR          | —         | MPC                           |
| 104254          | 2000 ET139 | 12 mar 2000 | Catalina      | CSS             | —         | MPC                           |
| 104255          | 2000 EJ140 | 1 mar 2000  | Catalina      | CSS             | —         | MPC                           |
| 104256          | 2000 EA141 | 2 mar 2000  | Catalina      | CSS             | —         | MPC                           |
| 104257          | 2000 EC141 | 2 mar 2000  | Catalina      | CSS             | —         | MPC                           |
| 104258          | 2000 EQ141 | 2 mar 2000  | Catalina      | CSS             | —         | MPC                           |
| 104259          | 2000 EK142 | 3 mar 2000  | Kitt Peak     | Spacewatch      | —         | MPC                           |
| 104260          | 2000 EF144 | 3 mar 2000  | Catalina      | CSS             | —         | MPC                           |
| 104261          | 2000 ES144 | 3 mar 2000  | Kitt Peak     | Spacewatch      | —         | MPC                           |
| 104262          | 2000 EY144 | 3 mar 2000  | Catalina      | CSS             | —         | MPC                           |
| 104263          | 2000 EZ144 | 3 mar 2000  | Catalina      | CSS             | —         | MPC                           |
| 104264          | 2000 EW145 | 3 mar 2000  | Haleakalā     | NEAT            | —         | MPC                           |
| 104265          | 2000 EK146 | 4 mar 2000  | Catalina      | CSS             | Phocaea   | MPC                           |
| 104266          | 2000 EW146 | 4 mar 2000  | Socorro       | LINEAR          | —         | MPC                           |
| 104267          | 2000 EM147 | 4 mar 2000  | Catalina      | CSS             | —         | MPC                           |
| 104268          | 2000 EA148 | 4 mar 2000  | Catalina      | CSS             | Brangane  | MPC                           |
| 104269          | 2000 EC148 | 4 mar 2000  | Catalina      | CSS             | —         | MPC                           |
| 104270          | 2000 EC149 | 5 mar 2000  | Socorro       | LINEAR          | —         | MPC                           |
| 104271          | 2000 EF149 | 5 mar 2000  | Socorro       | LINEAR          | —         | MPC                           |
| 104272          | 2000 ES149 | 5 mar 2000  | Socorro       | LINEAR          | Brangane  | MPC                           |
| 104273          | 2000 EU149 | 5 mar 2000  | Socorro       | LINEAR          | —         | MPC                           |
| 104274          | 2000 EU150 | 5 mar 2000  | Haleakalā     | NEAT            | —         | MPC                           |
| 104275          | 2000 EW150 | 5 mar 2000  | Haleakala     | NEAT            | —         | MPC                           |
| 104276          | 2000 EL151 | 6 mar 2000  | Socorro       | LINEAR          | —         | MPC                           |
| 104277          | 2000 ER151 | 6 mar 2000  | Haleakalā     | NEAT            | —         | MPC                           |
| 104278          | 2000 EK152 | 6 mar 2000  | Haleakala     | NEAT            | —         | MPC                           |
| 104279          | 2000 EE153 | 6 mar 2000  | Haleakala     | NEAT            | —         | MPC                           |
| 104280          | 2000 ED154 | 6 mar 2000  | Haleakala     | NEAT            | —         | MPC                           |
| 104281          | 2000 ET154 | 6 mar 2000  | Haleakala     | NEAT            | —         | MPC                           |
| 104282          | 2000 EK155 | 9 mar 2000  | Socorro       | LINEAR          | —         | MPC                           |
| 104283          | 2000 EL155 | 9 mar 2000  | Socorro       | LINEAR          | —         | MPC                           |
| 104284          | 2000 EX155 | 9 mar 2000  | Socorro       | LINEAR          | —         | MPC                           |
| 104285          | 2000 EH156 | 9 mar 2000  | Socorro       | LINEAR          | Brangane  | MPC                           |
| 104286          | 2000 EF157 | 11 mar 2000 | Catalina      | CSS             | —         | MPC                           |
| 104287          | 2000 EM157 | 11 mar 2000 | Catalina      | CSS             | —         | MPC                           |
| 104288          | 2000 EC158 | 12 mar 2000 | Anderson Mesa | LONEOS          | —         | MPC                           |
| 104289          | 2000 EW158 | 12 mar 2000 | Anderson Mesa | LONEOS          | —         | MPC                           |
| 104290          | 2000 EB164 | 3 mar 2000  | Socorro       | LINEAR          | —         | MPC                           |
| 104291          | 2000 EU164 | 3 mar 2000  | Socorro       | LINEAR          | —         | MPC                           |
| 104292          | 2000 EC165 | 3 mar 2000  | Socorro       | LINEAR          | —         | MPC                           |
| 104293          | 2000 EN166 | 4 mar 2000  | Socorro       | LINEAR          | —         | MPC                           |
| 104294          | 2000 ER168 | 4 mar 2000  | Socorro       | LINEAR          | —         | MPC                           |
| 104295          | 2000 EH169 | 4 mar 2000  | Socorro       | LINEAR          | Phocaea   | MPC                           |
| 104296          | 2000 ET169 | 4 mar 2000  | Socorro       | LINEAR          | —         | MPC                           |
| 104297          | 2000 EK171 | 5 mar 2000  | Socorro       | LINEAR          | —         | MPC                           |
| 104298          | 2000 EG172 | 10 mar 2000 | Socorro       | LINEAR          | —         | MPC                           |
| 104299          | 2000 EM173 | 4 mar 2000  | Socorro       | LINEAR          | —         | MPC                           |
| 104300          | 2000 ET174 | 1 mar 2000  | Catalina      | CSS             | —         | MPC                           |

## 104301–104400
| Designação | Designação | Descoberta  | Descoberta    | Descobridor(es) | Categoria | Mais informações / Referência |
| Permanente | Provisória | Data        | Local         | Descobridor(es) | Categoria | Mais informações / Referência |
| ---------- | ---------- | ----------- | ------------- | --------------- | --------- | ----------------------------- |
| 104301     | 2000 EZ175 | 3 mar 2000  | Socorro       | LINEAR          | Phocaea   | MPC                           |
| 104302     | 2000 ED178 | 4 mar 2000  | Socorro       | LINEAR          | —         | MPC                           |
| 104303     | 2000 EA179 | 4 mar 2000  | Socorro       | LINEAR          | —         | MPC                           |
| 104304     | 2000 EM179 | 4 mar 2000  | Socorro       | LINEAR          | —         | MPC                           |
| 104305     | 2000 EH183 | 5 mar 2000  | Socorro       | LINEAR          | —         | MPC                           |
| 104306     | 2000 EM185 | 5 mar 2000  | Haleakalā     | NEAT            | —         | MPC                           |
| 104307     | 2000 EO186 | 2 mar 2000  | Catalina      | CSS             | —         | MPC                           |
| 104308     | 2000 ES186 | 3 mar 2000  | Kitt Peak     | Spacewatch      | —         | MPC                           |
| 104309     | 2000 EL192 | 3 mar 2000  | Socorro       | LINEAR          | —         | MPC                           |
| 104310     | 2000 ER194 | 3 mar 2000  | Socorro       | LINEAR          | —         | MPC                           |
| 104311     | 2000 EY195 | 3 mar 2000  | Socorro       | LINEAR          | —         | MPC                           |
| 104312     | 2000 EQ196 | 3 mar 2000  | Socorro       | LINEAR          | Ursula    | MPC                           |
| 104313     | 2000 EM201 | 15 mar 2000 | Socorro       | LINEAR          | —         | MPC                           |
| 104314     | 2000 EC203 | 5 mar 2000  | Cerro Tololo  | DLS             | —         | MPC                           |
| 104315     | 2000 FO    | 25 mar 2000 | Kitt Peak     | Spacewatch      | —         | MPC                           |
| 104316     | 2000 FP1   | 25 mar 2000 | Kitt Peak     | Spacewatch      | —         | MPC                           |
| 104317     | 2000 FD2   | 25 mar 2000 | Kitt Peak     | Spacewatch      | —         | MPC                           |
| 104318     | 2000 FF2   | 25 mar 2000 | Kitt Peak     | Spacewatch      | —         | MPC                           |
| 104319     | 2000 FM2   | 25 mar 2000 | Kitt Peak     | Spacewatch      | —         | MPC                           |
| 104320     | 2000 FP2   | 26 mar 2000 | Kitt Peak     | Spacewatch      | —         | MPC                           |
| 104321     | 2000 FD3   | 28 mar 2000 | Socorro       | LINEAR          | —         | MPC                           |
| 104322     | 2000 FF4   | 27 mar 2000 | Kitt Peak     | Spacewatch      | —         | MPC                           |
| 104323     | 2000 FT4   | 27 mar 2000 | Kitt Peak     | Spacewatch      | Mitidika  | MPC                           |
| 104324     | 2000 FX4   | 27 mar 2000 | Kitt Peak     | Spacewatch      | —         | MPC                           |
| 104325     | 2000 FM6   | 25 mar 2000 | Kitt Peak     | Spacewatch      | —         | MPC                           |
| 104326     | 2000 FU6   | 29 mar 2000 | Kitt Peak     | Spacewatch      | Ursula    | MPC                           |
| 104327     | 2000 FA7   | 29 mar 2000 | Kitt Peak     | Spacewatch      | —         | MPC                           |
| 104328     | 2000 FW7   | 29 mar 2000 | Socorro       | LINEAR          | —         | MPC                           |
| 104329     | 2000 FN8   | 25 mar 2000 | Kleť          | Kleť Obs.       | —         | MPC                           |
| 104330     | 2000 FY8   | 29 mar 2000 | Kitt Peak     | Spacewatch      | —         | MPC                           |
| 104331     | 2000 FA9   | 29 mar 2000 | Kitt Peak     | Spacewatch      | Ursula    | MPC                           |
| 104332     | 2000 FD9   | 29 mar 2000 | Kitt Peak     | Spacewatch      | —         | MPC                           |
| 104333     | 2000 FO9   | 30 mar 2000 | Kitt Peak     | Spacewatch      | —         | MPC                           |
| 104334     | 2000 FF10  | 30 mar 2000 | Kitt Peak     | Spacewatch      | —         | MPC                           |
| 104335     | 2000 FF11  | 28 mar 2000 | Socorro       | LINEAR          | —         | MPC                           |
| 104336     | 2000 FM12  | 28 mar 2000 | Socorro       | LINEAR          | —         | MPC                           |
| 104337     | 2000 FT12  | 28 mar 2000 | Socorro       | LINEAR          | —         | MPC                           |
| 104338     | 2000 FA13  | 29 mar 2000 | Socorro       | LINEAR          | —         | MPC                           |
| 104339     | 2000 FF13  | 29 mar 2000 | Socorro       | LINEAR          | Phocaea   | MPC                           |
| 104340     | 2000 FN13  | 29 mar 2000 | Socorro       | LINEAR          | Pallas    | MPC                           |
| 104341     | 2000 FR13  | 29 mar 2000 | Socorro       | LINEAR          | —         | MPC                           |
| 104342     | 2000 FH15  | 29 mar 2000 | Socorro       | LINEAR          | —         | MPC                           |
| 104343     | 2000 FW15  | 28 mar 2000 | Socorro       | LINEAR          | —         | MPC                           |
| 104344     | 2000 FX15  | 28 mar 2000 | Socorro       | LINEAR          | —         | MPC                           |
| 104345     | 2000 FD16  | 28 mar 2000 | Socorro       | LINEAR          | —         | MPC                           |
| 104346     | 2000 FY16  | 28 mar 2000 | Socorro       | LINEAR          | —         | MPC                           |
| 104347     | 2000 FZ16  | 28 mar 2000 | Socorro       | LINEAR          | —         | MPC                           |
| 104348     | 2000 FL17  | 29 mar 2000 | Socorro       | LINEAR          | —         | MPC                           |
| 104349     | 2000 FO17  | 29 mar 2000 | Socorro       | LINEAR          | —         | MPC                           |
| 104350     | 2000 FB18  | 29 mar 2000 | Socorro       | LINEAR          | Eos       | MPC                           |
| 104351     | 2000 FF18  | 29 mar 2000 | Socorro       | LINEAR          | —         | MPC                           |
| 104352     | 2000 FP18  | 29 mar 2000 | Socorro       | LINEAR          | —         | MPC                           |
| 104353     | 2000 FR19  | 29 mar 2000 | Socorro       | LINEAR          | —         | MPC                           |
| 104354     | 2000 FX19  | 29 mar 2000 | Socorro       | LINEAR          | —         | MPC                           |
| 104355     | 2000 FF20  | 29 mar 2000 | Socorro       | LINEAR          | —         | MPC                           |
| 104356     | 2000 FM20  | 29 mar 2000 | Socorro       | LINEAR          | —         | MPC                           |
| 104357     | 2000 FO20  | 29 mar 2000 | Socorro       | LINEAR          | —         | MPC                           |
| 104358     | 2000 FT20  | 29 mar 2000 | Socorro       | LINEAR          | —         | MPC                           |
| 104359     | 2000 FV20  | 29 mar 2000 | Socorro       | LINEAR          | —         | MPC                           |
| 104360     | 2000 FK21  | 29 mar 2000 | Socorro       | LINEAR          | —         | MPC                           |
| 104361     | 2000 FV21  | 29 mar 2000 | Socorro       | LINEAR          | Brangane  | MPC                           |
| 104362     | 2000 FS22  | 29 mar 2000 | Socorro       | LINEAR          | —         | MPC                           |
| 104363     | 2000 FH23  | 29 mar 2000 | Socorro       | LINEAR          | —         | MPC                           |
| 104364     | 2000 FK26  | 27 mar 2000 | Anderson Mesa | LONEOS          | —         | MPC                           |
| 104365     | 2000 FP26  | 27 mar 2000 | Anderson Mesa | LONEOS          | —         | MPC                           |
| 104366     | 2000 FC27  | 27 mar 2000 | Anderson Mesa | LONEOS          | —         | MPC                           |
| 104367     | 2000 FG27  | 27 mar 2000 | Anderson Mesa | LONEOS          | —         | MPC                           |
| 104368     | 2000 FL27  | 27 mar 2000 | Anderson Mesa | LONEOS          | —         | MPC                           |
| 104369     | 2000 FT27  | 27 mar 2000 | Anderson Mesa | LONEOS          | —         | MPC                           |
| 104370     | 2000 FV27  | 27 mar 2000 | Anderson Mesa | LONEOS          | —         | MPC                           |
| 104371     | 2000 FH29  | 27 mar 2000 | Anderson Mesa | LONEOS          | —         | MPC                           |
| 104372     | 2000 FT29  | 27 mar 2000 | Anderson Mesa | LONEOS          | Ursula    | MPC                           |
| 104373     | 2000 FV29  | 27 mar 2000 | Anderson Mesa | LONEOS          | —         | MPC                           |
| 104374     | 2000 FN30  | 27 mar 2000 | Anderson Mesa | LONEOS          | —         | MPC                           |
| 104375     | 2000 FE31  | 28 mar 2000 | Socorro       | LINEAR          | —         | MPC                           |
| 104376     | 2000 FC32  | 29 mar 2000 | Socorro       | LINEAR          | Brangane  | MPC                           |
| 104377     | 2000 FF32  | 29 mar 2000 | Socorro       | LINEAR          | Ursula    | MPC                           |
| 104378     | 2000 FR33  | 29 mar 2000 | Socorro       | LINEAR          | —         | MPC                           |
| 104379     | 2000 FB34  | 29 mar 2000 | Socorro       | LINEAR          | —         | MPC                           |
| 104380     | 2000 FP34  | 29 mar 2000 | Socorro       | LINEAR          | —         | MPC                           |
| 104381     | 2000 FW34  | 29 mar 2000 | Socorro       | LINEAR          | —         | MPC                           |
| 104382     | 2000 FA35  | 29 mar 2000 | Socorro       | LINEAR          | —         | MPC                           |
| 104383     | 2000 FD36  | 29 mar 2000 | Socorro       | LINEAR          | —         | MPC                           |
| 104384     | 2000 FF36  | 29 mar 2000 | Socorro       | LINEAR          | —         | MPC                           |
| 104385     | 2000 FL36  | 29 mar 2000 | Socorro       | LINEAR          | —         | MPC                           |
| 104386     | 2000 FV36  | 29 mar 2000 | Socorro       | LINEAR          | —         | MPC                           |
| 104387     | 2000 FY36  | 29 mar 2000 | Socorro       | LINEAR          | —         | MPC                           |
| 104388     | 2000 FZ36  | 29 mar 2000 | Socorro       | LINEAR          | Brangane  | MPC                           |
| 104389     | 2000 FP38  | 29 mar 2000 | Socorro       | LINEAR          | —         | MPC                           |
| 104390     | 2000 FR38  | 29 mar 2000 | Socorro       | LINEAR          | —         | MPC                           |
| 104391     | 2000 FX38  | 29 mar 2000 | Socorro       | LINEAR          | —         | MPC                           |
| 104392     | 2000 FW39  | 29 mar 2000 | Socorro       | LINEAR          | —         | MPC                           |
| 104393     | 2000 FC41  | 29 mar 2000 | Socorro       | LINEAR          | —         | MPC                           |
| 104394     | 2000 FO41  | 29 mar 2000 | Socorro       | LINEAR          | —         | MPC                           |
| 104395     | 2000 FW41  | 29 mar 2000 | Socorro       | LINEAR          | —         | MPC                           |
| 104396     | 2000 FC42  | 29 mar 2000 | Socorro       | LINEAR          | —         | MPC                           |
| 104397     | 2000 FN43  | 29 mar 2000 | Socorro       | LINEAR          | —         | MPC                           |
| 104398     | 2000 FC44  | 29 mar 2000 | Socorro       | LINEAR          | —         | MPC                           |
| 104399     | 2000 FB45  | 29 mar 2000 | Socorro       | LINEAR          | —         | MPC                           |
| 104400     | 2000 FO45  | 29 mar 2000 | Socorro       | LINEAR          | —         | MPC                           |

## 104401–104500
| Designação | Designação | Descoberta  | Descoberta    | Descobridor(es) | Categoria | Mais informações / Referência |
| Permanente | Provisória | Data        | Local         | Descobridor(es) | Categoria | Mais informações / Referência |
| ---------- | ---------- | ----------- | ------------- | --------------- | --------- | ----------------------------- |
| 104401     | 2000 FY45  | 29 mar 2000 | Socorro       | LINEAR          | —         | MPC                           |
| 104402     | 2000 FU46  | 29 mar 2000 | Socorro       | LINEAR          | —         | MPC                           |
| 104403     | 2000 FG47  | 29 mar 2000 | Socorro       | LINEAR          | —         | MPC                           |
| 104404     | 2000 FH47  | 29 mar 2000 | Socorro       | LINEAR          | —         | MPC                           |
| 104405     | 2000 FJ48  | 29 mar 2000 | Socorro       | LINEAR          | —         | MPC                           |
| 104406     | 2000 FN51  | 29 mar 2000 | Kitt Peak     | Spacewatch      | —         | MPC                           |
| 104407     | 2000 FP51  | 29 mar 2000 | Kitt Peak     | Spacewatch      | —         | MPC                           |
| 104408     | 2000 FD52  | 29 mar 2000 | Kitt Peak     | Spacewatch      | —         | MPC                           |
| 104409     | 2000 FM55  | 29 mar 2000 | Socorro       | LINEAR          | —         | MPC                           |
| 104410     | 2000 FF56  | 29 mar 2000 | Socorro       | LINEAR          | —         | MPC                           |
| 104411     | 2000 FM56  | 29 mar 2000 | Socorro       | LINEAR          | —         | MPC                           |
| 104412     | 2000 FT56  | 29 mar 2000 | Socorro       | LINEAR          | —         | MPC                           |
| 104413     | 2000 FV56  | 29 mar 2000 | Socorro       | LINEAR          | —         | MPC                           |
| 104414     | 2000 FZ56  | 30 mar 2000 | Catalina      | CSS             | Brangane  | MPC                           |
| 104415     | 2000 FG57  | 26 mar 2000 | Anderson Mesa | LONEOS          | —         | MPC                           |
| 104416     | 2000 FS57  | 26 mar 2000 | Anderson Mesa | LONEOS          | —         | MPC                           |
| 104417     | 2000 FX57  | 26 mar 2000 | Anderson Mesa | LONEOS          | —         | MPC                           |
| 104418     | 2000 FB58  | 26 mar 2000 | Anderson Mesa | LONEOS          | —         | MPC                           |
| 104419     | 2000 FN58  | 27 mar 2000 | Anderson Mesa | LONEOS          | —         | MPC                           |
| 104420     | 2000 FY58  | 26 mar 2000 | Anderson Mesa | LONEOS          | —         | MPC                           |
| 104421     | 2000 FG59  | 29 mar 2000 | Socorro       | LINEAR          | —         | MPC                           |
| 104422     | 2000 FJ59  | 29 mar 2000 | Socorro       | LINEAR          | —         | MPC                           |
| 104423     | 2000 FA60  | 29 mar 2000 | Socorro       | LINEAR          | —         | MPC                           |
| 104424     | 2000 FS60  | 29 mar 2000 | Socorro       | LINEAR          | —         | MPC                           |
| 104425     | 2000 FK61  | 29 mar 2000 | Socorro       | LINEAR          | —         | MPC                           |
| 104426     | 2000 FR61  | 29 mar 2000 | Socorro       | LINEAR          | —         | MPC                           |
| 104427     | 2000 FE62  | 26 mar 2000 | Anderson Mesa | LONEOS          | Brangane  | MPC                           |
| 104428     | 2000 FK62  | 26 mar 2000 | Anderson Mesa | LONEOS          | —         | MPC                           |
| 104429     | 2000 FE63  | 27 mar 2000 | Anderson Mesa | LONEOS          | —         | MPC                           |
| 104430     | 2000 FD64  | 29 mar 2000 | Socorro       | LINEAR          | —         | MPC                           |
| 104431     | 2000 FP64  | 30 mar 2000 | Socorro       | LINEAR          | —         | MPC                           |
| 104432     | 2000 FX64  | 30 mar 2000 | Socorro       | LINEAR          | Brangane  | MPC                           |
| 104433     | 2000 FP66  | 30 mar 2000 | Kitt Peak     | Spacewatch      | —         | MPC                           |
| 104434     | 2000 FT66  | 25 mar 2000 | Kitt Peak     | Spacewatch      | —         | MPC                           |
| 104435     | 2000 FD67  | 25 mar 2000 | Kitt Peak     | Spacewatch      | —         | MPC                           |
| 104436     | 2000 FG68  | 25 mar 2000 | Kitt Peak     | Spacewatch      | —         | MPC                           |
| 104437     | 2000 FL72  | 25 mar 2000 | Kitt Peak     | Spacewatch      | —         | MPC                           |
| 104438     | 2000 FH73  | 25 mar 2000 | Kitt Peak     | Spacewatch      | —         | MPC                           |
| 104439     | 2000 FW73  | 26 mar 2000 | Anderson Mesa | LONEOS          | —         | MPC                           |
| 104440     | 2000 FC74  | 31 mar 2000 | Kvistaberg    | UDAS            | —         | MPC                           |
| 104441     | 2000 GQ    | 1 abr 2000  | Kitt Peak     | Spacewatch      | —         | MPC                           |
| 104442     | 2000 GB1   | 2 abr 2000  | Socorro       | LINEAR          | Juno      | MPC                           |
| 104443     | 2000 GS2   | 3 abr 2000  | Socorro       | LINEAR          | —         | MPC                           |
| 104444     | 2000 GR3   | 5 abr 2000  | Socorro       | LINEAR          | —         | MPC                           |
| 104445     | 2000 GA4   | 7 abr 2000  | Prescott      | P. G. Comba     | —         | MPC                           |
| 104446     | 2000 GT4   | 5 abr 2000  | Socorro       | LINEAR          | Juno      | MPC                           |
| 104447     | 2000 GP5   | 4 abr 2000  | Socorro       | LINEAR          | —         | MPC                           |
| 104448     | 2000 GE6   | 4 abr 2000  | Socorro       | LINEAR          | Maria     | MPC                           |
| 104449     | 2000 GK6   | 4 abr 2000  | Socorro       | LINEAR          | —         | MPC                           |
| 104450     | 2000 GT6   | 4 abr 2000  | Socorro       | LINEAR          | Brangane  | MPC                           |
| 104451     | 2000 GJ7   | 4 abr 2000  | Socorro       | LINEAR          | —         | MPC                           |
| 104452     | 2000 GK7   | 4 abr 2000  | Socorro       | LINEAR          | —         | MPC                           |
| 104453     | 2000 GS7   | 4 abr 2000  | Socorro       | LINEAR          | —         | MPC                           |
| 104454     | 2000 GU7   | 4 abr 2000  | Socorro       | LINEAR          | —         | MPC                           |
| 104455     | 2000 GC8   | 5 abr 2000  | Socorro       | LINEAR          | —         | MPC                           |
| 104456     | 2000 GG8   | 5 abr 2000  | Socorro       | LINEAR          | Mitidika  | MPC                           |
| 104457     | 2000 GL8   | 5 abr 2000  | Socorro       | LINEAR          | —         | MPC                           |
| 104458     | 2000 GG9   | 5 abr 2000  | Socorro       | LINEAR          | —         | MPC                           |
| 104459     | 2000 GJ9   | 5 abr 2000  | Socorro       | LINEAR          | —         | MPC                           |
| 104460     | 2000 GF10  | 5 abr 2000  | Socorro       | LINEAR          | Themis    | MPC                           |
| 104461     | 2000 GL10  | 5 abr 2000  | Socorro       | LINEAR          | —         | MPC                           |
| 104462     | 2000 GO10  | 5 abr 2000  | Socorro       | LINEAR          | —         | MPC                           |
| 104463     | 2000 GW12  | 5 abr 2000  | Socorro       | LINEAR          | —         | MPC                           |
| 104464     | 2000 GR13  | 5 abr 2000  | Socorro       | LINEAR          | —         | MPC                           |
| 104465     | 2000 GS13  | 5 abr 2000  | Socorro       | LINEAR          | Mitidika  | MPC                           |
| 104466     | 2000 GK14  | 5 abr 2000  | Socorro       | LINEAR          | —         | MPC                           |
| 104467     | 2000 GR14  | 5 abr 2000  | Socorro       | LINEAR          | —         | MPC                           |
| 104468     | 2000 GN15  | 5 abr 2000  | Socorro       | LINEAR          | —         | MPC                           |
| 104469     | 2000 GS15  | 5 abr 2000  | Socorro       | LINEAR          | —         | MPC                           |
| 104470     | 2000 GW15  | 5 abr 2000  | Socorro       | LINEAR          | Eos       | MPC                           |
| 104471     | 2000 GO16  | 5 abr 2000  | Socorro       | LINEAR          | —         | MPC                           |
| 104472     | 2000 GF17  | 5 abr 2000  | Socorro       | LINEAR          | —         | MPC                           |
| 104473     | 2000 GV18  | 5 abr 2000  | Socorro       | LINEAR          | —         | MPC                           |
| 104474     | 2000 GA20  | 5 abr 2000  | Socorro       | LINEAR          | —         | MPC                           |
| 104475     | 2000 GB20  | 5 abr 2000  | Socorro       | LINEAR          | Mitidika  | MPC                           |
| 104476     | 2000 GO20  | 5 abr 2000  | Socorro       | LINEAR          | —         | MPC                           |
| 104477     | 2000 GE21  | 5 abr 2000  | Socorro       | LINEAR          | —         | MPC                           |
| 104478     | 2000 GJ21  | 5 abr 2000  | Socorro       | LINEAR          | —         | MPC                           |
| 104479     | 2000 GC22  | 5 abr 2000  | Socorro       | LINEAR          | —         | MPC                           |
| 104480     | 2000 GT22  | 5 abr 2000  | Socorro       | LINEAR          | —         | MPC                           |
| 104481     | 2000 GF23  | 5 abr 2000  | Socorro       | LINEAR          | —         | MPC                           |
| 104482     | 2000 GK23  | 5 abr 2000  | Socorro       | LINEAR          | —         | MPC                           |
| 104483     | 2000 GU23  | 5 abr 2000  | Socorro       | LINEAR          | —         | MPC                           |
| 104484     | 2000 GQ24  | 5 abr 2000  | Socorro       | LINEAR          | —         | MPC                           |
| 104485     | 2000 GJ25  | 5 abr 2000  | Socorro       | LINEAR          | —         | MPC                           |
| 104486     | 2000 GX25  | 5 abr 2000  | Socorro       | LINEAR          | —         | MPC                           |
| 104487     | 2000 GO26  | 5 abr 2000  | Socorro       | LINEAR          | —         | MPC                           |
| 104488     | 2000 GQ28  | 5 abr 2000  | Socorro       | LINEAR          | —         | MPC                           |
| 104489     | 2000 GT28  | 5 abr 2000  | Socorro       | LINEAR          | —         | MPC                           |
| 104490     | 2000 GZ28  | 5 abr 2000  | Socorro       | LINEAR          | —         | MPC                           |
| 104491     | 2000 GK30  | 5 abr 2000  | Socorro       | LINEAR          | —         | MPC                           |
| 104492     | 2000 GQ30  | 5 abr 2000  | Socorro       | LINEAR          | —         | MPC                           |
| 104493     | 2000 GX30  | 5 abr 2000  | Socorro       | LINEAR          | —         | MPC                           |
| 104494     | 2000 GA31  | 5 abr 2000  | Socorro       | LINEAR          | —         | MPC                           |
| 104495     | 2000 GK32  | 5 abr 2000  | Socorro       | LINEAR          | —         | MPC                           |
| 104496     | 2000 GK33  | 5 abr 2000  | Socorro       | LINEAR          | —         | MPC                           |
| 104497     | 2000 GC35  | 5 abr 2000  | Socorro       | LINEAR          | —         | MPC                           |
| 104498     | 2000 GJ35  | 5 abr 2000  | Socorro       | LINEAR          | —         | MPC                           |
| 104499     | 2000 GH36  | 5 abr 2000  | Socorro       | LINEAR          | —         | MPC                           |
| 104500     | 2000 GQ36  | 5 abr 2000  | Socorro       | LINEAR          | —         | MPC                           |

## 104501–104600
| Designação | Designação | Descoberta | Descoberta | Descobridor(es) | Categoria | Mais informações / Referência |
| Permanente | Provisória | Data       | Local      | Descobridor(es) | Categoria | Mais informações / Referência |
| ---------- | ---------- | ---------- | ---------- | --------------- | --------- | ----------------------------- |
| 104501     | 2000 GM38  | 5 abr 2000 | Socorro    | LINEAR          | —         | MPC                           |
| 104502     | 2000 GT38  | 5 abr 2000 | Socorro    | LINEAR          | Eos       | MPC                           |
| 104503     | 2000 GW38  | 5 abr 2000 | Socorro    | LINEAR          | —         | MPC                           |
| 104504     | 2000 GA39  | 5 abr 2000 | Socorro    | LINEAR          | —         | MPC                           |
| 104505     | 2000 GR39  | 5 abr 2000 | Socorro    | LINEAR          | —         | MPC                           |
| 104506     | 2000 GH40  | 5 abr 2000 | Socorro    | LINEAR          | —         | MPC                           |
| 104507     | 2000 GW40  | 5 abr 2000 | Socorro    | LINEAR          | —         | MPC                           |
| 104508     | 2000 GM41  | 5 abr 2000 | Socorro    | LINEAR          | —         | MPC                           |
| 104509     | 2000 GR41  | 5 abr 2000 | Socorro    | LINEAR          | —         | MPC                           |
| 104510     | 2000 GD43  | 5 abr 2000 | Socorro    | LINEAR          | Brangane  | MPC                           |
| 104511     | 2000 GK43  | 5 abr 2000 | Socorro    | LINEAR          | —         | MPC                           |
| 104512     | 2000 GO43  | 5 abr 2000 | Socorro    | LINEAR          | —         | MPC                           |
| 104513     | 2000 GZ43  | 5 abr 2000 | Socorro    | LINEAR          | —         | MPC                           |
| 104514     | 2000 GJ45  | 5 abr 2000 | Socorro    | LINEAR          | —         | MPC                           |
| 104515     | 2000 GT45  | 5 abr 2000 | Socorro    | LINEAR          | —         | MPC                           |
| 104516     | 2000 GF46  | 5 abr 2000 | Socorro    | LINEAR          | —         | MPC                           |
| 104517     | 2000 GG47  | 5 abr 2000 | Socorro    | LINEAR          | —         | MPC                           |
| 104518     | 2000 GO47  | 5 abr 2000 | Socorro    | LINEAR          | —         | MPC                           |
| 104519     | 2000 GS47  | 5 abr 2000 | Socorro    | LINEAR          | Ursula    | MPC                           |
| 104520     | 2000 GW47  | 5 abr 2000 | Socorro    | LINEAR          | —         | MPC                           |
| 104521     | 2000 GP49  | 5 abr 2000 | Socorro    | LINEAR          | —         | MPC                           |
| 104522     | 2000 GQ49  | 5 abr 2000 | Socorro    | LINEAR          | —         | MPC                           |
| 104523     | 2000 GE50  | 5 abr 2000 | Socorro    | LINEAR          | —         | MPC                           |
| 104524     | 2000 GX50  | 5 abr 2000 | Socorro    | LINEAR          | —         | MPC                           |
| 104525     | 2000 GA51  | 5 abr 2000 | Socorro    | LINEAR          | Brangane  | MPC                           |
| 104526     | 2000 GE51  | 5 abr 2000 | Socorro    | LINEAR          | —         | MPC                           |
| 104527     | 2000 GS51  | 5 abr 2000 | Socorro    | LINEAR          | —         | MPC                           |
| 104528     | 2000 GE52  | 5 abr 2000 | Socorro    | LINEAR          | —         | MPC                           |
| 104529     | 2000 GH52  | 5 abr 2000 | Socorro    | LINEAR          | —         | MPC                           |
| 104530     | 2000 GZ52  | 5 abr 2000 | Socorro    | LINEAR          | —         | MPC                           |
| 104531     | 2000 GK53  | 5 abr 2000 | Socorro    | LINEAR          | Mitidika  | MPC                           |
| 104532     | 2000 GJ54  | 5 abr 2000 | Socorro    | LINEAR          | —         | MPC                           |
| 104533     | 2000 GK54  | 5 abr 2000 | Socorro    | LINEAR          | —         | MPC                           |
| 104534     | 2000 GN54  | 5 abr 2000 | Socorro    | LINEAR          | —         | MPC                           |
| 104535     | 2000 GY54  | 5 abr 2000 | Socorro    | LINEAR          | Mitidika  | MPC                           |
| 104536     | 2000 GT55  | 5 abr 2000 | Socorro    | LINEAR          | —         | MPC                           |
| 104537     | 2000 GY55  | 5 abr 2000 | Socorro    | LINEAR          | —         | MPC                           |
| 104538     | 2000 GJ56  | 5 abr 2000 | Socorro    | LINEAR          | —         | MPC                           |
| 104539     | 2000 GU56  | 5 abr 2000 | Socorro    | LINEAR          | —         | MPC                           |
| 104540     | 2000 GF57  | 5 abr 2000 | Socorro    | LINEAR          | —         | MPC                           |
| 104541     | 2000 GD58  | 5 abr 2000 | Socorro    | LINEAR          | —         | MPC                           |
| 104542     | 2000 GU58  | 5 abr 2000 | Socorro    | LINEAR          | —         | MPC                           |
| 104543     | 2000 GX58  | 5 abr 2000 | Socorro    | LINEAR          | Mitidika  | MPC                           |
| 104544     | 2000 GG59  | 5 abr 2000 | Socorro    | LINEAR          | Maria     | MPC                           |
| 104545     | 2000 GJ59  | 5 abr 2000 | Socorro    | LINEAR          | —         | MPC                           |
| 104546     | 2000 GS60  | 5 abr 2000 | Socorro    | LINEAR          | —         | MPC                           |
| 104547     | 2000 GV61  | 5 abr 2000 | Socorro    | LINEAR          | Ursula    | MPC                           |
| 104548     | 2000 GS62  | 5 abr 2000 | Socorro    | LINEAR          | —         | MPC                           |
| 104549     | 2000 GV62  | 5 abr 2000 | Socorro    | LINEAR          | —         | MPC                           |
| 104550     | 2000 GH63  | 5 abr 2000 | Socorro    | LINEAR          | —         | MPC                           |
| 104551     | 2000 GU63  | 5 abr 2000 | Socorro    | LINEAR          | —         | MPC                           |
| 104552     | 2000 GZ63  | 5 abr 2000 | Socorro    | LINEAR          | —         | MPC                           |
| 104553     | 2000 GC64  | 5 abr 2000 | Socorro    | LINEAR          | —         | MPC                           |
| 104554     | 2000 GM65  | 5 abr 2000 | Socorro    | LINEAR          | —         | MPC                           |
| 104555     | 2000 GP65  | 5 abr 2000 | Socorro    | LINEAR          | —         | MPC                           |
| 104556     | 2000 GR67  | 5 abr 2000 | Socorro    | LINEAR          | —         | MPC                           |
| 104557     | 2000 GH68  | 5 abr 2000 | Socorro    | LINEAR          | —         | MPC                           |
| 104558     | 2000 GQ68  | 5 abr 2000 | Socorro    | LINEAR          | —         | MPC                           |
| 104559     | 2000 GZ70  | 5 abr 2000 | Socorro    | LINEAR          | —         | MPC                           |
| 104560     | 2000 GK71  | 5 abr 2000 | Socorro    | LINEAR          | —         | MPC                           |
| 104561     | 2000 GS71  | 5 abr 2000 | Socorro    | LINEAR          | —         | MPC                           |
| 104562     | 2000 GY71  | 5 abr 2000 | Socorro    | LINEAR          | —         | MPC                           |
| 104563     | 2000 GL72  | 5 abr 2000 | Socorro    | LINEAR          | —         | MPC                           |
| 104564     | 2000 GO72  | 5 abr 2000 | Socorro    | LINEAR          | —         | MPC                           |
| 104565     | 2000 GZ72  | 5 abr 2000 | Socorro    | LINEAR          | —         | MPC                           |
| 104566     | 2000 GX74  | 5 abr 2000 | Socorro    | LINEAR          | —         | MPC                           |
| 104567     | 2000 GC75  | 5 abr 2000 | Socorro    | LINEAR          | —         | MPC                           |
| 104568     | 2000 GF75  | 5 abr 2000 | Socorro    | LINEAR          | —         | MPC                           |
| 104569     | 2000 GP75  | 5 abr 2000 | Socorro    | LINEAR          | —         | MPC                           |
| 104570     | 2000 GN77  | 5 abr 2000 | Socorro    | LINEAR          | —         | MPC                           |
| 104571     | 2000 GF78  | 5 abr 2000 | Socorro    | LINEAR          | —         | MPC                           |
| 104572     | 2000 GG78  | 5 abr 2000 | Socorro    | LINEAR          | —         | MPC                           |
| 104573     | 2000 GK78  | 5 abr 2000 | Socorro    | LINEAR          | —         | MPC                           |
| 104574     | 2000 GQ78  | 5 abr 2000 | Socorro    | LINEAR          | —         | MPC                           |
| 104575     | 2000 GX78  | 5 abr 2000 | Socorro    | LINEAR          | Maria     | MPC                           |
| 104576     | 2000 GG80  | 6 abr 2000 | Socorro    | LINEAR          | —         | MPC                           |
| 104577     | 2000 GM80  | 6 abr 2000 | Socorro    | LINEAR          | —         | MPC                           |
| 104578     | 2000 GV80  | 6 abr 2000 | Socorro    | LINEAR          | —         | MPC                           |
| 104579     | 2000 GW80  | 6 abr 2000 | Socorro    | LINEAR          | —         | MPC                           |
| 104580     | 2000 GG81  | 6 abr 2000 | Socorro    | LINEAR          | —         | MPC                           |
| 104581     | 2000 GA82  | 7 abr 2000 | Socorro    | LINEAR          | —         | MPC                           |
| 104582     | 2000 GX83  | 3 abr 2000 | Socorro    | LINEAR          | —         | MPC                           |
| 104583     | 2000 GF84  | 3 abr 2000 | Socorro    | LINEAR          | —         | MPC                           |
| 104584     | 2000 GK84  | 3 abr 2000 | Socorro    | LINEAR          | —         | MPC                           |
| 104585     | 2000 GW84  | 3 abr 2000 | Socorro    | LINEAR          | —         | MPC                           |
| 104586     | 2000 GP85  | 3 abr 2000 | Socorro    | LINEAR          | —         | MPC                           |
| 104587     | 2000 GX85  | 4 abr 2000 | Socorro    | LINEAR          | —         | MPC                           |
| 104588     | 2000 GG86  | 4 abr 2000 | Socorro    | LINEAR          | —         | MPC                           |
| 104589     | 2000 GT86  | 4 abr 2000 | Socorro    | LINEAR          | —         | MPC                           |
| 104590     | 2000 GC87  | 4 abr 2000 | Socorro    | LINEAR          | Ursula    | MPC                           |
| 104591     | 2000 GJ87  | 4 abr 2000 | Socorro    | LINEAR          | —         | MPC                           |
| 104592     | 2000 GJ89  | 4 abr 2000 | Socorro    | LINEAR          | —         | MPC                           |
| 104593     | 2000 GK89  | 4 abr 2000 | Socorro    | LINEAR          | —         | MPC                           |
| 104594     | 2000 GA90  | 4 abr 2000 | Socorro    | LINEAR          | —         | MPC                           |
| 104595     | 2000 GF91  | 4 abr 2000 | Socorro    | LINEAR          | —         | MPC                           |
| 104596     | 2000 GL91  | 4 abr 2000 | Socorro    | LINEAR          | —         | MPC                           |
| 104597     | 2000 GJ92  | 5 abr 2000 | Socorro    | LINEAR          | —         | MPC                           |
| 104598     | 2000 GW92  | 5 abr 2000 | Socorro    | LINEAR          | —         | MPC                           |
| 104599     | 2000 GA94  | 5 abr 2000 | Socorro    | LINEAR          | —         | MPC                           |
| 104600     | 2000 GP94  | 5 abr 2000 | Socorro    | LINEAR          | —         | MPC                           |

## 104601–104700
| Designação | Designação | Descoberta  | Descoberta        | Descobridor(es)           | Categoria | Mais informações / Referência |
| Permanente | Provisória | Data        | Local             | Descobridor(es)           | Categoria | Mais informações / Referência |
| ---------- | ---------- | ----------- | ----------------- | ------------------------- | --------- | ----------------------------- |
| 104601     | 2000 GG97  | 7 abr 2000  | Socorro           | LINEAR                    | —         | MPC                           |
| 104602     | 2000 GP97  | 7 abr 2000  | Socorro           | LINEAR                    | —         | MPC                           |
| 104603     | 2000 GQ97  | 7 abr 2000  | Socorro           | LINEAR                    | —         | MPC                           |
| 104604     | 2000 GU97  | 7 abr 2000  | Socorro           | LINEAR                    | —         | MPC                           |
| 104605     | 2000 GQ99  | 7 abr 2000  | Socorro           | LINEAR                    | —         | MPC                           |
| 104606     | 2000 GS99  | 7 abr 2000  | Socorro           | LINEAR                    | —         | MPC                           |
| 104607     | 2000 GF100 | 7 abr 2000  | Socorro           | LINEAR                    | —         | MPC                           |
| 104608     | 2000 GG100 | 7 abr 2000  | Socorro           | LINEAR                    | —         | MPC                           |
| 104609     | 2000 GT100 | 7 abr 2000  | Socorro           | LINEAR                    | —         | MPC                           |
| 104610     | 2000 GG101 | 7 abr 2000  | Socorro           | LINEAR                    | —         | MPC                           |
| 104611     | 2000 GZ101 | 7 abr 2000  | Socorro           | LINEAR                    | —         | MPC                           |
| 104612     | 2000 GE103 | 7 abr 2000  | Socorro           | LINEAR                    | —         | MPC                           |
| 104613     | 2000 GO103 | 7 abr 2000  | Socorro           | LINEAR                    | —         | MPC                           |
| 104614     | 2000 GD104 | 7 abr 2000  | Socorro           | LINEAR                    | —         | MPC                           |
| 104615     | 2000 GH105 | 7 abr 2000  | Socorro           | LINEAR                    | —         | MPC                           |
| 104616     | 2000 GF108 | 7 abr 2000  | Socorro           | LINEAR                    | —         | MPC                           |
| 104617     | 2000 GX109 | 2 abr 2000  | Anderson Mesa     | LONEOS                    | —         | MPC                           |
| 104618     | 2000 GZ109 | 2 abr 2000  | Anderson Mesa     | LONEOS                    | —         | MPC                           |
| 104619     | 2000 GJ110 | 2 abr 2000  | Anderson Mesa     | LONEOS                    | —         | MPC                           |
| 104620     | 2000 GR110 | 2 abr 2000  | Anderson Mesa     | LONEOS                    | —         | MPC                           |
| 104621     | 2000 GX110 | 2 abr 2000  | Anderson Mesa     | LONEOS                    | —         | MPC                           |
| 104622     | 2000 GA111 | 2 abr 2000  | Anderson Mesa     | LONEOS                    | —         | MPC                           |
| 104623     | 2000 GN111 | 3 abr 2000  | Anderson Mesa     | LONEOS                    | Brangane  | MPC                           |
| 104624     | 2000 GD112 | 3 abr 2000  | Anderson Mesa     | LONEOS                    | —         | MPC                           |
| 104625     | 2000 GE112 | 3 abr 2000  | Anderson Mesa     | LONEOS                    | —         | MPC                           |
| 104626     | 2000 GT112 | 5 abr 2000  | Socorro           | LINEAR                    | —         | MPC                           |
| 104627     | 2000 GY112 | 5 abr 2000  | Socorro           | LINEAR                    | —         | MPC                           |
| 104628     | 2000 GH113 | 6 abr 2000  | Socorro           | LINEAR                    | —         | MPC                           |
| 104629     | 2000 GV113 | 7 abr 2000  | Socorro           | LINEAR                    | —         | MPC                           |
| 104630     | 2000 GF114 | 7 abr 2000  | Socorro           | LINEAR                    | —         | MPC                           |
| 104631     | 2000 GQ114 | 7 abr 2000  | Socorro           | LINEAR                    | —         | MPC                           |
| 104632     | 2000 GC115 | 8 abr 2000  | Socorro           | LINEAR                    | —         | MPC                           |
| 104633     | 2000 GV115 | 8 abr 2000  | Socorro           | LINEAR                    | —         | MPC                           |
| 104634     | 2000 GU116 | 2 abr 2000  | Kitt Peak         | Spacewatch                | Brangane  | MPC                           |
| 104635     | 2000 GD117 | 2 abr 2000  | Kitt Peak         | Spacewatch                | —         | MPC                           |
| 104636     | 2000 GK117 | 2 abr 2000  | Kitt Peak         | Spacewatch                | —         | MPC                           |
| 104637     | 2000 GU117 | 2 abr 2000  | Kitt Peak         | Spacewatch                | —         | MPC                           |
| 104638     | 2000 GW117 | 2 abr 2000  | Kitt Peak         | Spacewatch                | —         | MPC                           |
| 104639     | 2000 GY118 | 3 abr 2000  | Kitt Peak         | Spacewatch                | —         | MPC                           |
| 104640     | 2000 GB119 | 3 abr 2000  | Kitt Peak         | Spacewatch                | —         | MPC                           |
| 104641     | 2000 GD120 | 5 abr 2000  | Kitt Peak         | Spacewatch                | —         | MPC                           |
| 104642     | 2000 GO122 | 6 abr 2000  | Bergisch Gladbach | W. Bickel                 | —         | MPC                           |
| 104643     | 2000 GY122 | 4 abr 2000  | Socorro           | LINEAR                    | Juno      | MPC                           |
| 104644     | 2000 GG123 | 11 abr 2000 | Prescott          | P. G. Comba               | —         | MPC                           |
| 104645     | 2000 GT125 | 7 abr 2000  | Socorro           | LINEAR                    | —         | MPC                           |
| 104646     | 2000 GY125 | 7 abr 2000  | Socorro           | LINEAR                    | Pallas    | MPC                           |
| 104647     | 2000 GK126 | 7 abr 2000  | Socorro           | LINEAR                    | —         | MPC                           |
| 104648     | 2000 GQ129 | 5 abr 2000  | Kitt Peak         | Spacewatch                | —         | MPC                           |
| 104649     | 2000 GG132 | 10 abr 2000 | Kitt Peak         | Spacewatch                | —         | MPC                           |
| 104650     | 2000 GY132 | 9 abr 2000  | Ondřejov          | P. Kušnirák, U. Babiaková | —         | MPC                           |
| 104651     | 2000 GF133 | 12 abr 2000 | Haleakalā         | NEAT                      | —         | MPC                           |
| 104652     | 2000 GY133 | 7 abr 2000  | Socorro           | LINEAR                    | —         | MPC                           |
| 104653     | 2000 GB134 | 7 abr 2000  | Socorro           | LINEAR                    | —         | MPC                           |
| 104654     | 2000 GS134 | 8 abr 2000  | Socorro           | LINEAR                    | —         | MPC                           |
| 104655     | 2000 GD135 | 8 abr 2000  | Socorro           | LINEAR                    | —         | MPC                           |
| 104656     | 2000 GH135 | 8 abr 2000  | Socorro           | LINEAR                    | —         | MPC                           |
| 104657     | 2000 GJ135 | 8 abr 2000  | Socorro           | LINEAR                    | —         | MPC                           |
| 104658     | 2000 GQ136 | 12 abr 2000 | Socorro           | LINEAR                    | —         | MPC                           |
| 104659     | 2000 GJ137 | 12 abr 2000 | Socorro           | LINEAR                    | Phocaea   | MPC                           |
| 104660     | 2000 GR138 | 4 abr 2000  | Anderson Mesa     | LONEOS                    | —         | MPC                           |
| 104661     | 2000 GA139 | 4 abr 2000  | Anderson Mesa     | LONEOS                    | —         | MPC                           |
| 104662     | 2000 GB139 | 4 abr 2000  | Anderson Mesa     | LONEOS                    | —         | MPC                           |
| 104663     | 2000 GW139 | 4 abr 2000  | Anderson Mesa     | LONEOS                    | Ursula    | MPC                           |
| 104664     | 2000 GZ139 | 4 abr 2000  | Anderson Mesa     | LONEOS                    | Eos       | MPC                           |
| 104665     | 2000 GQ140 | 4 abr 2000  | Anderson Mesa     | LONEOS                    | —         | MPC                           |
| 104666     | 2000 GF141 | 6 abr 2000  | Anderson Mesa     | LONEOS                    | —         | MPC                           |
| 104667     | 2000 GX141 | 7 abr 2000  | Anderson Mesa     | LONEOS                    | —         | MPC                           |
| 104668     | 2000 GB142 | 7 abr 2000  | Anderson Mesa     | LONEOS                    | Phocaea   | MPC                           |
| 104669     | 2000 GV142 | 7 abr 2000  | Anderson Mesa     | LONEOS                    | —         | MPC                           |
| 104670     | 2000 GW143 | 7 abr 2000  | Anderson Mesa     | LONEOS                    | —         | MPC                           |
| 104671     | 2000 GW144 | 7 abr 2000  | Kitt Peak         | Spacewatch                | —         | MPC                           |
| 104672     | 2000 GC146 | 12 abr 2000 | Kitt Peak         | Spacewatch                | —         | MPC                           |
| 104673     | 2000 GO146 | 8 abr 2000  | Kitt Peak         | Spacewatch                | —         | MPC                           |
| 104674     | 2000 GK148 | 5 abr 2000  | Socorro           | LINEAR                    | —         | MPC                           |
| 104675     | 2000 GB149 | 5 abr 2000  | Socorro           | LINEAR                    | —         | MPC                           |
| 104676     | 2000 GL149 | 5 abr 2000  | Socorro           | LINEAR                    | —         | MPC                           |
| 104677     | 2000 GW150 | 5 abr 2000  | Socorro           | LINEAR                    | —         | MPC                           |
| 104678     | 2000 GB152 | 6 abr 2000  | Kitt Peak         | Spacewatch                | —         | MPC                           |
| 104679     | 2000 GY152 | 6 abr 2000  | Anderson Mesa     | LONEOS                    | —         | MPC                           |
| 104680     | 2000 GK153 | 6 abr 2000  | Anderson Mesa     | LONEOS                    | —         | MPC                           |
| 104681     | 2000 GM153 | 6 abr 2000  | Anderson Mesa     | LONEOS                    | —         | MPC                           |
| 104682     | 2000 GB154 | 6 abr 2000  | Anderson Mesa     | LONEOS                    | —         | MPC                           |
| 104683     | 2000 GF154 | 6 abr 2000  | Anderson Mesa     | LONEOS                    | —         | MPC                           |
| 104684     | 2000 GG154 | 6 abr 2000  | Anderson Mesa     | LONEOS                    | —         | MPC                           |
| 104685     | 2000 GK154 | 6 abr 2000  | Anderson Mesa     | LONEOS                    | —         | MPC                           |
| 104686     | 2000 GQ154 | 6 abr 2000  | Anderson Mesa     | LONEOS                    | —         | MPC                           |
| 104687     | 2000 GK155 | 6 abr 2000  | Anderson Mesa     | LONEOS                    | —         | MPC                           |
| 104688     | 2000 GN155 | 6 abr 2000  | Anderson Mesa     | LONEOS                    | —         | MPC                           |
| 104689     | 2000 GO155 | 6 abr 2000  | Anderson Mesa     | LONEOS                    | Brangane  | MPC                           |
| 104690     | 2000 GX156 | 6 abr 2000  | Socorro           | LINEAR                    | —         | MPC                           |
| 104691     | 2000 GV158 | 7 abr 2000  | Anderson Mesa     | LONEOS                    | —         | MPC                           |
| 104692     | 2000 GX158 | 7 abr 2000  | Anderson Mesa     | LONEOS                    | —         | MPC                           |
| 104693     | 2000 GB160 | 7 abr 2000  | Socorro           | LINEAR                    | —         | MPC                           |
| 104694     | 2000 GL160 | 7 abr 2000  | Socorro           | LINEAR                    | —         | MPC                           |
| 104695     | 2000 GU161 | 7 abr 2000  | Anderson Mesa     | LONEOS                    | —         | MPC                           |
| 104696     | 2000 GV161 | 7 abr 2000  | Anderson Mesa     | LONEOS                    | —         | MPC                           |
| 104697     | 2000 GW162 | 8 abr 2000  | Socorro           | LINEAR                    | —         | MPC                           |
| 104698     | 2000 GJ163 | 10 abr 2000 | Kitt Peak         | M. W. Buie                | —         | MPC                           |
| 104699     | 2000 GC164 | 12 abr 2000 | Haleakalā         | NEAT                      | —         | MPC                           |
| 104700     | 2000 GK164 | 5 abr 2000  | Anderson Mesa     | LONEOS                    | —         | MPC                           |

## 104701–104800
| Designação | Designação | Descoberta  | Descoberta    | Descobridor(es) | Categoria | Mais informações / Referência |
| Permanente | Provisória | Data        | Local         | Descobridor(es) | Categoria | Mais informações / Referência |
| ---------- | ---------- | ----------- | ------------- | --------------- | --------- | ----------------------------- |
| 104701     | 2000 GV164 | 5 abr 2000  | Socorro       | LINEAR          | —         | MPC                           |
| 104702     | 2000 GZ164 | 5 abr 2000  | Socorro       | LINEAR          | —         | MPC                           |
| 104703     | 2000 GK166 | 5 abr 2000  | Socorro       | LINEAR          | —         | MPC                           |
| 104704     | 2000 GM167 | 4 abr 2000  | Anderson Mesa | LONEOS          | —         | MPC                           |
| 104705     | 2000 GS167 | 4 abr 2000  | Anderson Mesa | LONEOS          | —         | MPC                           |
| 104706     | 2000 GZ167 | 4 abr 2000  | Anderson Mesa | LONEOS          | —         | MPC                           |
| 104707     | 2000 GA168 | 4 abr 2000  | Anderson Mesa | LONEOS          | —         | MPC                           |
| 104708     | 2000 GK168 | 4 abr 2000  | Anderson Mesa | LONEOS          | —         | MPC                           |
| 104709     | 2000 GO168 | 4 abr 2000  | Anderson Mesa | LONEOS          | —         | MPC                           |
| 104710     | 2000 GR168 | 4 abr 2000  | Anderson Mesa | LONEOS          | Brangane  | MPC                           |
| 104711     | 2000 GU168 | 4 abr 2000  | Socorro       | LINEAR          | —         | MPC                           |
| 104712     | 2000 GK171 | 5 abr 2000  | Anderson Mesa | LONEOS          | —         | MPC                           |
| 104713     | 2000 GO171 | 5 abr 2000  | Anderson Mesa | LONEOS          | Brangane  | MPC                           |
| 104714     | 2000 GT171 | 2 abr 2000  | Socorro       | LINEAR          | —         | MPC                           |
| 104715     | 2000 GZ171 | 3 abr 2000  | Socorro       | LINEAR          | Brangane  | MPC                           |
| 104716     | 2000 GM172 | 2 abr 2000  | Anderson Mesa | LONEOS          | —         | MPC                           |
| 104717     | 2000 GH173 | 5 abr 2000  | Anderson Mesa | LONEOS          | —         | MPC                           |
| 104718     | 2000 GQ174 | 2 abr 2000  | Anderson Mesa | LONEOS          | —         | MPC                           |
| 104719     | 2000 GY174 | 3 abr 2000  | Kitt Peak     | Spacewatch      | —         | MPC                           |
| 104720     | 2000 GA175 | 3 abr 2000  | Kitt Peak     | Spacewatch      | —         | MPC                           |
| 104721     | 2000 GQ175 | 2 abr 2000  | Kitt Peak     | Spacewatch      | —         | MPC                           |
| 104722     | 2000 GU175 | 2 abr 2000  | Anderson Mesa | LONEOS          | —         | MPC                           |
| 104723     | 2000 GY175 | 2 abr 2000  | Kitt Peak     | Spacewatch      | —         | MPC                           |
| 104724     | 2000 GK176 | 2 abr 2000  | Kitt Peak     | Spacewatch      | Themis    | MPC                           |
| 104725     | 2000 GX176 | 3 abr 2000  | Kitt Peak     | Spacewatch      | —         | MPC                           |
| 104726     | 2000 GX178 | 4 abr 2000  | Anderson Mesa | LONEOS          | —         | MPC                           |
| 104727     | 2000 GY178 | 4 abr 2000  | Socorro       | LINEAR          | —         | MPC                           |
| 104728     | 2000 GP179 | 5 abr 2000  | Anderson Mesa | LONEOS          | —         | MPC                           |
| 104729     | 2000 GT181 | 5 abr 2000  | Anderson Mesa | LONEOS          | —         | MPC                           |
| 104730     | 2000 HQ    | 24 abr 2000 | Kitt Peak     | Spacewatch      | —         | MPC                           |
| 104731     | 2000 HB2   | 25 abr 2000 | Kitt Peak     | Spacewatch      | —         | MPC                           |
| 104732     | 2000 HH2   | 25 abr 2000 | Kitt Peak     | Spacewatch      | —         | MPC                           |
| 104733     | 2000 HT2   | 25 abr 2000 | Kitt Peak     | Spacewatch      | —         | MPC                           |
| 104734     | 2000 HU2   | 25 abr 2000 | Kitt Peak     | Spacewatch      | —         | MPC                           |
| 104735     | 2000 HZ2   | 25 abr 2000 | Kitt Peak     | Spacewatch      | —         | MPC                           |
| 104736     | 2000 HJ4   | 27 abr 2000 | Kitt Peak     | Spacewatch      | —         | MPC                           |
| 104737     | 2000 HG5   | 28 abr 2000 | Socorro       | LINEAR          | Juno      | MPC                           |
| 104738     | 2000 HX7   | 27 abr 2000 | Socorro       | LINEAR          | —         | MPC                           |
| 104739     | 2000 HU8   | 27 abr 2000 | Socorro       | LINEAR          | —         | MPC                           |
| 104740     | 2000 HY8   | 27 abr 2000 | Socorro       | LINEAR          | —         | MPC                           |
| 104741     | 2000 HC9   | 27 abr 2000 | Socorro       | LINEAR          | —         | MPC                           |
| 104742     | 2000 HY9   | 27 abr 2000 | Socorro       | LINEAR          | Pallas    | MPC                           |
| 104743     | 2000 HW10  | 27 abr 2000 | Socorro       | LINEAR          | —         | MPC                           |
| 104744     | 2000 HX10  | 27 abr 2000 | Socorro       | LINEAR          | Phocaea   | MPC                           |
| 104745     | 2000 HN11  | 28 abr 2000 | Socorro       | LINEAR          | —         | MPC                           |
| 104746     | 2000 HZ11  | 28 abr 2000 | Socorro       | LINEAR          | —         | MPC                           |
| 104747     | 2000 HE12  | 28 abr 2000 | Socorro       | LINEAR          | —         | MPC                           |
| 104748     | 2000 HO12  | 28 abr 2000 | Socorro       | LINEAR          | —         | MPC                           |
| 104749     | 2000 HR12  | 28 abr 2000 | Socorro       | LINEAR          | —         | MPC                           |
| 104750     | 2000 HW12  | 28 abr 2000 | Socorro       | LINEAR          | —         | MPC                           |
| 104751     | 2000 HM13  | 28 abr 2000 | Socorro       | LINEAR          | —         | MPC                           |
| 104752     | 2000 HP13  | 28 abr 2000 | Socorro       | LINEAR          | Ursula    | MPC                           |
| 104753     | 2000 HZ14  | 27 abr 2000 | Socorro       | LINEAR          | —         | MPC                           |
| 104754     | 2000 HC15  | 27 abr 2000 | Socorro       | LINEAR          | —         | MPC                           |
| 104755     | 2000 HF15  | 27 abr 2000 | Socorro       | LINEAR          | —         | MPC                           |
| 104756     | 2000 HW15  | 29 abr 2000 | Socorro       | LINEAR          | —         | MPC                           |
| 104757     | 2000 HF16  | 29 abr 2000 | Socorro       | LINEAR          | Mitidika  | MPC                           |
| 104758     | 2000 HR18  | 25 abr 2000 | Kitt Peak     | Spacewatch      | —         | MPC                           |
| 104759     | 2000 HY18  | 25 abr 2000 | Kitt Peak     | Spacewatch      | —         | MPC                           |
| 104760     | 2000 HD19  | 25 abr 2000 | Kitt Peak     | Spacewatch      | —         | MPC                           |
| 104761     | 2000 HF22  | 29 abr 2000 | Socorro       | LINEAR          | —         | MPC                           |
| 104762     | 2000 HO22  | 29 abr 2000 | Socorro       | LINEAR          | Brangane  | MPC                           |
| 104763     | 2000 HT22  | 29 abr 2000 | Socorro       | LINEAR          | —         | MPC                           |
| 104764     | 2000 HG23  | 30 abr 2000 | Socorro       | LINEAR          | Brangane  | MPC                           |
| 104765     | 2000 HN23  | 30 abr 2000 | Socorro       | LINEAR          | —         | MPC                           |
| 104766     | 2000 HG24  | 29 abr 2000 | Tebbutt       | F. B. Zoltowski | —         | MPC                           |
| 104767     | 2000 HP25  | 24 abr 2000 | Anderson Mesa | LONEOS          | —         | MPC                           |
| 104768     | 2000 HG26  | 24 abr 2000 | Anderson Mesa | LONEOS          | —         | MPC                           |
| 104769     | 2000 HV26  | 24 abr 2000 | Anderson Mesa | LONEOS          | —         | MPC                           |
| 104770     | 2000 HC28  | 28 abr 2000 | Socorro       | LINEAR          | Juno      | MPC                           |
| 104771     | 2000 HH28  | 29 abr 2000 | Socorro       | LINEAR          | —         | MPC                           |
| 104772     | 2000 HV28  | 29 abr 2000 | Socorro       | LINEAR          | —         | MPC                           |
| 104773     | 2000 HE29  | 27 abr 2000 | Socorro       | LINEAR          | —         | MPC                           |
| 104774     | 2000 HP29  | 28 abr 2000 | Socorro       | LINEAR          | —         | MPC                           |
| 104775     | 2000 HQ29  | 28 abr 2000 | Socorro       | LINEAR          | —         | MPC                           |
| 104776     | 2000 HW29  | 28 abr 2000 | Socorro       | LINEAR          | —         | MPC                           |
| 104777     | 2000 HP30  | 28 abr 2000 | Socorro       | LINEAR          | —         | MPC                           |
| 104778     | 2000 HX30  | 28 abr 2000 | Socorro       | LINEAR          | —         | MPC                           |
| 104779     | 2000 HR31  | 29 abr 2000 | Socorro       | LINEAR          | —         | MPC                           |
| 104780     | 2000 HX31  | 29 abr 2000 | Socorro       | LINEAR          | —         | MPC                           |
| 104781     | 2000 HA32  | 29 abr 2000 | Socorro       | LINEAR          | —         | MPC                           |
| 104782     | 2000 HJ32  | 29 abr 2000 | Socorro       | LINEAR          | —         | MPC                           |
| 104783     | 2000 HT32  | 29 abr 2000 | Socorro       | LINEAR          | —         | MPC                           |
| 104784     | 2000 HX32  | 29 abr 2000 | Socorro       | LINEAR          | —         | MPC                           |
| 104785     | 2000 HL33  | 29 abr 2000 | Socorro       | LINEAR          | Eunomia   | MPC                           |
| 104786     | 2000 HH35  | 27 abr 2000 | Socorro       | LINEAR          | —         | MPC                           |
| 104787     | 2000 HZ35  | 28 abr 2000 | Socorro       | LINEAR          | —         | MPC                           |
| 104788     | 2000 HD36  | 28 abr 2000 | Socorro       | LINEAR          | —         | MPC                           |
| 104789     | 2000 HL36  | 28 abr 2000 | Socorro       | LINEAR          | —         | MPC                           |
| 104790     | 2000 HP36  | 28 abr 2000 | Socorro       | LINEAR          | —         | MPC                           |
| 104791     | 2000 HG37  | 28 abr 2000 | Socorro       | LINEAR          | —         | MPC                           |
| 104792     | 2000 HJ37  | 28 abr 2000 | Socorro       | LINEAR          | —         | MPC                           |
| 104793     | 2000 HB38  | 28 abr 2000 | Kitt Peak     | Spacewatch      | —         | MPC                           |
| 104794     | 2000 HP38  | 28 abr 2000 | Kitt Peak     | Spacewatch      | —         | MPC                           |
| 104795     | 2000 HS39  | 29 abr 2000 | Kitt Peak     | Spacewatch      | Ursula    | MPC                           |
| 104796     | 2000 HS40  | 28 abr 2000 | Socorro       | LINEAR          | —         | MPC                           |
| 104797     | 2000 HG41  | 28 abr 2000 | Socorro       | LINEAR          | —         | MPC                           |
| 104798     | 2000 HH41  | 28 abr 2000 | Socorro       | LINEAR          | —         | MPC                           |
| 104799     | 2000 HH42  | 28 abr 2000 | Anderson Mesa | LONEOS          | —         | MPC                           |
| 104800     | 2000 HK42  | 29 abr 2000 | Socorro       | LINEAR          | —         | MPC                           |

## 104801–104900
| Designação       | Designação | Descoberta  | Descoberta    | Descobridor(es) | Categoria | Mais informações / Referência |
| Permanente       | Provisória | Data        | Local         | Descobridor(es) | Categoria | Mais informações / Referência |
| ---------------- | ---------- | ----------- | ------------- | --------------- | --------- | ----------------------------- |
| 104801           | 2000 HL42  | 29 abr 2000 | Socorro       | LINEAR          | —         | MPC                           |
| 104802           | 2000 HZ42  | 29 abr 2000 | Socorro       | LINEAR          | —         | MPC                           |
| 104803           | 2000 HJ43  | 29 abr 2000 | Socorro       | LINEAR          | —         | MPC                           |
| 104804           | 2000 HN43  | 29 abr 2000 | Kitt Peak     | Spacewatch      | —         | MPC                           |
| 104805           | 2000 HS43  | 29 abr 2000 | Kitt Peak     | Spacewatch      | —         | MPC                           |
| 104806           | 2000 HU44  | 26 abr 2000 | Anderson Mesa | LONEOS          | —         | MPC                           |
| 104807           | 2000 HS45  | 26 abr 2000 | Anderson Mesa | LONEOS          | —         | MPC                           |
| 104808           | 2000 HG47  | 29 abr 2000 | Socorro       | LINEAR          | —         | MPC                           |
| 104809           | 2000 HL47  | 29 abr 2000 | Socorro       | LINEAR          | —         | MPC                           |
| 104810           | 2000 HQ47  | 29 abr 2000 | Socorro       | LINEAR          | —         | MPC                           |
| 104811           | 2000 HP48  | 29 abr 2000 | Socorro       | LINEAR          | —         | MPC                           |
| 104812           | 2000 HV48  | 29 abr 2000 | Socorro       | LINEAR          | —         | MPC                           |
| 104813           | 2000 HO49  | 29 abr 2000 | Socorro       | LINEAR          | —         | MPC                           |
| 104814           | 2000 HH50  | 29 abr 2000 | Socorro       | LINEAR          | —         | MPC                           |
| 104815           | 2000 HK50  | 29 abr 2000 | Socorro       | LINEAR          | —         | MPC                           |
| 104816           | 2000 HC51  | 29 abr 2000 | Socorro       | LINEAR          | —         | MPC                           |
| 104817           | 2000 HW51  | 29 abr 2000 | Socorro       | LINEAR          | —         | MPC                           |
| 104818           | 2000 HE52  | 29 abr 2000 | Socorro       | LINEAR          | —         | MPC                           |
| 104819           | 2000 HK54  | 29 abr 2000 | Socorro       | LINEAR          | —         | MPC                           |
| 104820           | 2000 HQ55  | 24 abr 2000 | Anderson Mesa | LONEOS          | —         | MPC                           |
| 104821           | 2000 HR55  | 24 abr 2000 | Anderson Mesa | LONEOS          | —         | MPC                           |
| 104822           | 2000 HS55  | 24 abr 2000 | Anderson Mesa | LONEOS          | —         | MPC                           |
| 104823           | 2000 HK56  | 24 abr 2000 | Anderson Mesa | LONEOS          | —         | MPC                           |
| 104824           | 2000 HP56  | 24 abr 2000 | Anderson Mesa | LONEOS          | —         | MPC                           |
| 104825           | 2000 HJ58  | 24 abr 2000 | Kitt Peak     | Spacewatch      | —         | MPC                           |
| 104826           | 2000 HM58  | 25 abr 2000 | Kitt Peak     | Spacewatch      | —         | MPC                           |
| 104827           | 2000 HP59  | 25 abr 2000 | Anderson Mesa | LONEOS          | Brangane  | MPC                           |
| 104828           | 2000 HC60  | 25 abr 2000 | Anderson Mesa | LONEOS          | —         | MPC                           |
| 104829           | 2000 HX62  | 26 abr 2000 | Anderson Mesa | LONEOS          | —         | MPC                           |
| 104830           | 2000 HD63  | 26 abr 2000 | Anderson Mesa | LONEOS          | —         | MPC                           |
| 104831           | 2000 HQ63  | 26 abr 2000 | Anderson Mesa | LONEOS          | —         | MPC                           |
| 104832           | 2000 HN64  | 26 abr 2000 | Anderson Mesa | LONEOS          | Phocaea   | MPC                           |
| 104833           | 2000 HH65  | 26 abr 2000 | Anderson Mesa | LONEOS          | Ursula    | MPC                           |
| 104834           | 2000 HO67  | 27 abr 2000 | Kitt Peak     | Spacewatch      | —         | MPC                           |
| 104835           | 2000 HQ68  | 28 abr 2000 | Kitt Peak     | Spacewatch      | —         | MPC                           |
| 104836           | 2000 HH70  | 26 abr 2000 | Anderson Mesa | LONEOS          | —         | MPC                           |
| 104837           | 2000 HT70  | 26 abr 2000 | Anderson Mesa | LONEOS          | —         | MPC                           |
| 104838           | 2000 HY70  | 26 abr 2000 | Anderson Mesa | LONEOS          | —         | MPC                           |
| 104839           | 2000 HA71  | 30 abr 2000 | Anderson Mesa | LONEOS          | —         | MPC                           |
| 104840           | 2000 HF71  | 24 abr 2000 | Anderson Mesa | LONEOS          | —         | MPC                           |
| 104841           | 2000 HK71  | 24 abr 2000 | Anderson Mesa | LONEOS          | —         | MPC                           |
| 104842           | 2000 HW71  | 25 abr 2000 | Anderson Mesa | LONEOS          | —         | MPC                           |
| 104843           | 2000 HZ71  | 25 abr 2000 | Anderson Mesa | LONEOS          | —         | MPC                           |
| 104844           | 2000 HE72  | 25 abr 2000 | Anderson Mesa | LONEOS          | Phocaea   | MPC                           |
| 104845           | 2000 HZ72  | 27 abr 2000 | Anderson Mesa | LONEOS          | —         | MPC                           |
| 104846           | 2000 HH73  | 27 abr 2000 | Anderson Mesa | LONEOS          | —         | MPC                           |
| 104847           | 2000 HV73  | 27 abr 2000 | Anderson Mesa | LONEOS          | —         | MPC                           |
| 104848           | 2000 HL74  | 30 abr 2000 | Haleakalā     | NEAT            | —         | MPC                           |
| 104849           | 2000 HP74  | 27 abr 2000 | Kitt Peak     | Spacewatch      | —         | MPC                           |
| 104850           | 2000 HS74  | 27 abr 2000 | Socorro       | LINEAR          | —         | MPC                           |
| 104851           | 2000 HH75  | 27 abr 2000 | Socorro       | LINEAR          | —         | MPC                           |
| 104852           | 2000 HJ75  | 27 abr 2000 | Socorro       | LINEAR          | —         | MPC                           |
| 104853           | 2000 HN75  | 27 abr 2000 | Socorro       | LINEAR          | Ursula    | MPC                           |
| 104854           | 2000 HR75  | 27 abr 2000 | Socorro       | LINEAR          | —         | MPC                           |
| 104855           | 2000 HK76  | 27 abr 2000 | Socorro       | LINEAR          | —         | MPC                           |
| 104856           | 2000 HJ77  | 28 abr 2000 | Anderson Mesa | LONEOS          | Phocaea   | MPC                           |
| 104857           | 2000 HT77  | 28 abr 2000 | Socorro       | LINEAR          | —         | MPC                           |
| 104858           | 2000 HA78  | 28 abr 2000 | Socorro       | LINEAR          | —         | MPC                           |
| 104859           | 2000 HU78  | 28 abr 2000 | Anderson Mesa | LONEOS          | —         | MPC                           |
| 104860           | 2000 HV78  | 28 abr 2000 | Anderson Mesa | LONEOS          | —         | MPC                           |
| 104861           | 2000 HT79  | 28 abr 2000 | Anderson Mesa | LONEOS          | —         | MPC                           |
| 104862           | 2000 HV79  | 28 abr 2000 | Anderson Mesa | LONEOS          | Eos       | MPC                           |
| 104863           | 2000 HA82  | 29 abr 2000 | Socorro       | LINEAR          | —         | MPC                           |
| 104864           | 2000 HF82  | 29 abr 2000 | Socorro       | LINEAR          | —         | MPC                           |
| 104865           | 2000 HG86  | 30 abr 2000 | Anderson Mesa | LONEOS          | —         | MPC                           |
| 104866           | 2000 HM86  | 30 abr 2000 | Anderson Mesa | LONEOS          | —         | MPC                           |
| 104867           | 2000 HY86  | 30 abr 2000 | Kitt Peak     | Spacewatch      | —         | MPC                           |
| 104868           | 2000 HP87  | 27 abr 2000 | Socorro       | LINEAR          | —         | MPC                           |
| 104869           | 2000 HQ89  | 29 abr 2000 | Socorro       | LINEAR          | Mitidika  | MPC                           |
| 104870           | 2000 HV93  | 29 abr 2000 | Socorro       | LINEAR          | —         | MPC                           |
| 104871           | 2000 HZ96  | 27 abr 2000 | Anderson Mesa | LONEOS          | —         | MPC                           |
| 104872           | 2000 HF97  | 27 abr 2000 | Socorro       | LINEAR          | —         | MPC                           |
| 104873           | 2000 HG97  | 27 abr 2000 | Socorro       | LINEAR          | —         | MPC                           |
| 104874           | 2000 HH97  | 27 abr 2000 | Socorro       | LINEAR          | —         | MPC                           |
| 104875           | 2000 HZ97  | 26 abr 2000 | Kitt Peak     | Spacewatch      | Mitidika  | MPC                           |
| 104876           | 2000 HH98  | 27 abr 2000 | Kitt Peak     | Spacewatch      | Juno      | MPC                           |
| 104877           | 2000 HW99  | 27 abr 2000 | Anderson Mesa | LONEOS          | —         | MPC                           |
| 104878           | 2000 HL100 | 24 abr 2000 | Anderson Mesa | LONEOS          | —         | MPC                           |
| 104879           | 2000 HS100 | 25 abr 2000 | Kitt Peak     | Spacewatch      | —         | MPC                           |
| 104880           | 2000 HK102 | 26 abr 2000 | Anderson Mesa | LONEOS          | —         | MPC                           |
| 104881           | 2000 HJ103 | 27 abr 2000 | Anderson Mesa | LONEOS          | —         | MPC                           |
| 104882           | 2000 HK103 | 27 abr 2000 | Anderson Mesa | LONEOS          | —         | MPC                           |
| 104883           | 2000 HT103 | 27 abr 2000 | Anderson Mesa | LONEOS          | —         | MPC                           |
| 104884           | 2000 HU103 | 27 abr 2000 | Anderson Mesa | LONEOS          | —         | MPC                           |
| 104885           | 2000 HW103 | 27 abr 2000 | Anderson Mesa | LONEOS          | —         | MPC                           |
| 104886           | 2000 JS    | 1 mai 2000  | Socorro       | LINEAR          | —         | MPC                           |
| 104887           | 2000 JH1   | 2 mai 2000  | Socorro       | LINEAR          | Juno      | MPC                           |
| 104888           | 2000 JL1   | 1 mai 2000  | Socorro       | LINEAR          | —         | MPC                           |
| 104889           | 2000 JQ1   | 1 mai 2000  | Socorro       | LINEAR          | —         | MPC                           |
| 104890           | 2000 JT1   | 1 mai 2000  | Socorro       | LINEAR          | —         | MPC                           |
| 104891           | 2000 JA2   | 2 mai 2000  | Socorro       | LINEAR          | —         | MPC                           |
| 104892           | 2000 JB2   | 2 mai 2000  | Socorro       | LINEAR          | —         | MPC                           |
| 104893           | 2000 JO2   | 3 mai 2000  | Socorro       | LINEAR          | Juno      | MPC                           |
| 104894           | 2000 JL3   | 3 mai 2000  | Socorro       | LINEAR          | —         | MPC                           |
| 104895           | 2000 JU4   | 2 mai 2000  | Kitt Peak     | Spacewatch      | —         | MPC                           |
| 104896 Schwanden | 2000 JL5   | 2 mai 2000  | Drebach       | J. Kandler      | —         | MPC                           |
| 104897           | 2000 JP5   | 5 mai 2000  | Farpoint      | Farpoint Obs.   | —         | MPC                           |
| 104898           | 2000 JX5   | 2 mai 2000  | Socorro       | LINEAR          | —         | MPC                           |
| 104899           | 2000 JS6   | 4 mai 2000  | Socorro       | LINEAR          | —         | MPC                           |
| 104900           | 2000 JL7   | 1 mai 2000  | Kitt Peak     | Spacewatch      | —         | MPC                           |

## 104901–105000
| Designação | Designação | Descoberta  | Descoberta    | Descobridor(es) | Categoria | Mais informações / Referência |
| Permanente | Provisória | Data        | Local         | Descobridor(es) | Categoria | Mais informações / Referência |
| ---------- | ---------- | ----------- | ------------- | --------------- | --------- | ----------------------------- |
| 104901     | 2000 JM7   | 1 mai 2000  | Kitt Peak     | Spacewatch      | —         | MPC                           |
| 104902     | 2000 JN8   | 6 mai 2000  | Socorro       | LINEAR          | Juno      | MPC                           |
| 104903     | 2000 JJ9   | 3 mai 2000  | Socorro       | LINEAR          | —         | MPC                           |
| 104904     | 2000 JP9   | 3 mai 2000  | Socorro       | LINEAR          | —         | MPC                           |
| 104905     | 2000 JW9   | 4 mai 2000  | Socorro       | LINEAR          | —         | MPC                           |
| 104906     | 2000 JK10  | 7 mai 2000  | Socorro       | LINEAR          | —         | MPC                           |
| 104907     | 2000 JX10  | 3 mai 2000  | Socorro       | LINEAR          | —         | MPC                           |
| 104908     | 2000 JZ10  | 3 mai 2000  | Socorro       | LINEAR          | —         | MPC                           |
| 104909     | 2000 JV12  | 6 mai 2000  | Socorro       | LINEAR          | —         | MPC                           |
| 104910     | 2000 JL13  | 9 mai 2000  | Socorro       | LINEAR          | Phocaea   | MPC                           |
| 104911     | 2000 JX13  | 6 mai 2000  | Socorro       | LINEAR          | —         | MPC                           |
| 104912     | 2000 JB15  | 9 mai 2000  | Socorro       | LINEAR          | —         | MPC                           |
| 104913     | 2000 JK15  | 9 mai 2000  | Prescott      | P. G. Comba     | —         | MPC                           |
| 104914     | 2000 JJ16  | 5 mai 2000  | Socorro       | LINEAR          | —         | MPC                           |
| 104915     | 2000 JR16  | 6 mai 2000  | Socorro       | LINEAR          | —         | MPC                           |
| 104916     | 2000 JM17  | 5 mai 2000  | Socorro       | LINEAR          | —         | MPC                           |
| 104917     | 2000 JR17  | 6 mai 2000  | Socorro       | LINEAR          | —         | MPC                           |
| 104918     | 2000 JX17  | 6 mai 2000  | Socorro       | LINEAR          | —         | MPC                           |
| 104919     | 2000 JA18  | 6 mai 2000  | Socorro       | LINEAR          | —         | MPC                           |
| 104920     | 2000 JU18  | 3 mai 2000  | Socorro       | LINEAR          | —         | MPC                           |
| 104921     | 2000 JW18  | 3 mai 2000  | Socorro       | LINEAR          | —         | MPC                           |
| 104922     | 2000 JA19  | 3 mai 2000  | Socorro       | LINEAR          | —         | MPC                           |
| 104923     | 2000 JN20  | 6 mai 2000  | Socorro       | LINEAR          | —         | MPC                           |
| 104924     | 2000 JL21  | 6 mai 2000  | Socorro       | LINEAR          | —         | MPC                           |
| 104925     | 2000 JJ22  | 6 mai 2000  | Socorro       | LINEAR          | —         | MPC                           |
| 104926     | 2000 JS23  | 7 mai 2000  | Socorro       | LINEAR          | Phocaea   | MPC                           |
| 104927     | 2000 JU23  | 7 mai 2000  | Socorro       | LINEAR          | —         | MPC                           |
| 104928     | 2000 JS25  | 7 mai 2000  | Socorro       | LINEAR          | Brangane  | MPC                           |
| 104929     | 2000 JX25  | 7 mai 2000  | Socorro       | LINEAR          | —         | MPC                           |
| 104930     | 2000 JO28  | 7 mai 2000  | Socorro       | LINEAR          | —         | MPC                           |
| 104931     | 2000 JC29  | 7 mai 2000  | Socorro       | LINEAR          | —         | MPC                           |
| 104932     | 2000 JH29  | 7 mai 2000  | Socorro       | LINEAR          | —         | MPC                           |
| 104933     | 2000 JJ29  | 7 mai 2000  | Socorro       | LINEAR          | —         | MPC                           |
| 104934     | 2000 JN29  | 7 mai 2000  | Socorro       | LINEAR          | —         | MPC                           |
| 104935     | 2000 JN30  | 7 mai 2000  | Socorro       | LINEAR          | —         | MPC                           |
| 104936     | 2000 JN31  | 7 mai 2000  | Socorro       | LINEAR          | —         | MPC                           |
| 104937     | 2000 JY31  | 7 mai 2000  | Socorro       | LINEAR          | Phocaea   | MPC                           |
| 104938     | 2000 JT32  | 7 mai 2000  | Socorro       | LINEAR          | —         | MPC                           |
| 104939     | 2000 JK33  | 7 mai 2000  | Socorro       | LINEAR          | —         | MPC                           |
| 104940     | 2000 JC35  | 7 mai 2000  | Socorro       | LINEAR          | —         | MPC                           |
| 104941     | 2000 JK35  | 7 mai 2000  | Socorro       | LINEAR          | —         | MPC                           |
| 104942     | 2000 JZ35  | 7 mai 2000  | Socorro       | LINEAR          | —         | MPC                           |
| 104943     | 2000 JQ40  | 5 mai 2000  | Socorro       | LINEAR          | —         | MPC                           |
| 104944     | 2000 JN41  | 7 mai 2000  | Socorro       | LINEAR          | —         | MPC                           |
| 104945     | 2000 JN42  | 7 mai 2000  | Socorro       | LINEAR          | —         | MPC                           |
| 104946     | 2000 JU42  | 7 mai 2000  | Socorro       | LINEAR          | —         | MPC                           |
| 104947     | 2000 JB43  | 7 mai 2000  | Socorro       | LINEAR          | —         | MPC                           |
| 104948     | 2000 JN43  | 7 mai 2000  | Socorro       | LINEAR          | —         | MPC                           |
| 104949     | 2000 JR44  | 7 mai 2000  | Socorro       | LINEAR          | —         | MPC                           |
| 104950     | 2000 JX44  | 7 mai 2000  | Socorro       | LINEAR          | —         | MPC                           |
| 104951     | 2000 JY44  | 7 mai 2000  | Socorro       | LINEAR          | —         | MPC                           |
| 104952     | 2000 JV45  | 7 mai 2000  | Socorro       | LINEAR          | —         | MPC                           |
| 104953     | 2000 JX45  | 7 mai 2000  | Socorro       | LINEAR          | —         | MPC                           |
| 104954     | 2000 JJ47  | 9 mai 2000  | Socorro       | LINEAR          | —         | MPC                           |
| 104955     | 2000 JH49  | 9 mai 2000  | Socorro       | LINEAR          | —         | MPC                           |
| 104956     | 2000 JK49  | 9 mai 2000  | Socorro       | LINEAR          | —         | MPC                           |
| 104957     | 2000 JR49  | 9 mai 2000  | Socorro       | LINEAR          | —         | MPC                           |
| 104958     | 2000 JS49  | 9 mai 2000  | Socorro       | LINEAR          | —         | MPC                           |
| 104959     | 2000 JN50  | 9 mai 2000  | Socorro       | LINEAR          | —         | MPC                           |
| 104960     | 2000 JY51  | 9 mai 2000  | Socorro       | LINEAR          | Ursula    | MPC                           |
| 104961     | 2000 JX52  | 9 mai 2000  | Socorro       | LINEAR          | —         | MPC                           |
| 104962     | 2000 JY52  | 9 mai 2000  | Socorro       | LINEAR          | —         | MPC                           |
| 104963     | 2000 JE54  | 6 mai 2000  | Socorro       | LINEAR          | —         | MPC                           |
| 104964     | 2000 JP54  | 6 mai 2000  | Socorro       | LINEAR          | —         | MPC                           |
| 104965     | 2000 JH56  | 6 mai 2000  | Socorro       | LINEAR          | —         | MPC                           |
| 104966     | 2000 JU57  | 6 mai 2000  | Socorro       | LINEAR          | Phocaea   | MPC                           |
| 104967     | 2000 JW57  | 6 mai 2000  | Socorro       | LINEAR          | —         | MPC                           |
| 104968     | 2000 JX58  | 6 mai 2000  | Socorro       | LINEAR          | —         | MPC                           |
| 104969     | 2000 JF59  | 7 mai 2000  | Socorro       | LINEAR          | —         | MPC                           |
| 104970     | 2000 JQ59  | 7 mai 2000  | Socorro       | LINEAR          | —         | MPC                           |
| 104971     | 2000 JJ60  | 7 mai 2000  | Socorro       | LINEAR          | —         | MPC                           |
| 104972     | 2000 JX63  | 10 mai 2000 | Socorro       | LINEAR          | —         | MPC                           |
| 104973     | 2000 JM64  | 4 mai 2000  | Anderson Mesa | LONEOS          | —         | MPC                           |
| 104974     | 2000 JX64  | 4 mai 2000  | Anderson Mesa | LONEOS          | —         | MPC                           |
| 104975     | 2000 JB65  | 5 mai 2000  | Socorro       | LINEAR          | —         | MPC                           |
| 104976     | 2000 JH65  | 5 mai 2000  | Socorro       | LINEAR          | —         | MPC                           |
| 104977     | 2000 JK65  | 5 mai 2000  | Socorro       | LINEAR          | —         | MPC                           |
| 104978     | 2000 JZ65  | 6 mai 2000  | Socorro       | LINEAR          | —         | MPC                           |
| 104979     | 2000 JN69  | 1 mai 2000  | Anderson Mesa | LONEOS          | —         | MPC                           |
| 104980     | 2000 JP71  | 1 mai 2000  | Anderson Mesa | LONEOS          | —         | MPC                           |
| 104981     | 2000 JS71  | 1 mai 2000  | Anderson Mesa | LONEOS          | —         | MPC                           |
| 104982     | 2000 JS73  | 2 mai 2000  | Anderson Mesa | LONEOS          | —         | MPC                           |
| 104983     | 2000 JY73  | 2 mai 2000  | Kitt Peak     | Spacewatch      | —         | MPC                           |
| 104984     | 2000 JL77  | 7 mai 2000  | Socorro       | LINEAR          | —         | MPC                           |
| 104985     | 2000 JB79  | 4 mai 2000  | Kitt Peak     | Spacewatch      | —         | MPC                           |
| 104986     | 2000 JQ82  | 7 mai 2000  | Socorro       | LINEAR          | —         | MPC                           |
| 104987     | 2000 JK83  | 7 mai 2000  | Socorro       | LINEAR          | —         | MPC                           |
| 104988     | 2000 JB84  | 5 mai 2000  | Socorro       | LINEAR          | Juno      | MPC                           |
| 104989     | 2000 JH84  | 5 mai 2000  | Socorro       | LINEAR          | —         | MPC                           |
| 104990     | 2000 JR84  | 13 mai 2000 | Kitt Peak     | Spacewatch      | —         | MPC                           |
| 104991     | 2000 JT84  | 12 mai 2000 | Haleakalā     | NEAT            | —         | MPC                           |
| 104992     | 2000 JF85  | 5 mai 2000  | Socorro       | LINEAR          | —         | MPC                           |
| 104993     | 2000 JQ85  | 2 mai 2000  | Kitt Peak     | Spacewatch      | —         | MPC                           |
| 104994     | 2000 JY85  | 2 mai 2000  | Anderson Mesa | LONEOS          | —         | MPC                           |
| 104995     | 2000 KJ    | 23 mai 2000 | Prescott      | P. G. Comba     | Mitidika  | MPC                           |
| 104996     | 2000 KH2   | 26 mai 2000 | Socorro       | LINEAR          | —         | MPC                           |
| 104997     | 2000 KS2   | 26 mai 2000 | Socorro       | LINEAR          | —         | MPC                           |
| 104998     | 2000 KT2   | 26 mai 2000 | Socorro       | LINEAR          | —         | MPC                           |
| 104999     | 2000 KW2   | 26 mai 2000 | Socorro       | LINEAR          | —         | MPC                           |
| 105000     | 2000 KZ3   | 27 mai 2000 | Prescott      | P. G. Comba     | —         | MPC                           |